# Foro di Traiano
Il Foro di Traiano, ricordato anche come Forum Ulpium in alcune fonti, è il più esteso e monumentale dei Fori Imperiali di Roma, l'ultimo in ordine cronologico.
Costruito dall'imperatore Traiano con il bottino di guerra ricavato dalla conquista della Dacia e inaugurato, secondo i Fasti ostiensi, nel 112, il foro si disponeva parallelamente al Foro di Cesare e perpendicolarmente a quello di Augusto. Il progetto della struttura è attribuito all'architetto Apollodoro di Damasco.
Il complesso, che misurava 300 m di lunghezza e 185 di larghezza, comprendeva la piazza forense, la Basilica Ulpia, un cortile porticato con la Colonna Traiana e due biblioteche. La presenza del tempio del Divo Traiano e di Plotina, aggiunto da Adriano, sembra essere stata accertata, dopo varie proposte alternative rivelatesi infondate, al di sotto di Palazzo Valentini, dove era tradizionalmente collocato.

## Storia

### Edificazione

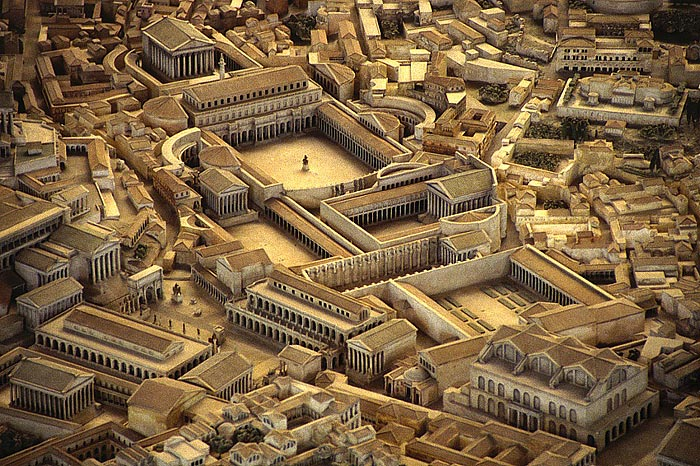
Ricostruzione del Foro di Traiano nel plastico di Roma antica di Italo Gismondi, Museo della Civiltà Romana.

La conquista della Dacia (101-106) fruttò a Traiano una enorme ricchezza, stimata in cinque milioni di libbre d'oro (pari a circa 163,6 t) e nel doppio di libbre d'argento, e una straordinaria quantità di altro bottino, oltre a mezzo milione di prigionieri di guerra. Si trattava del favoloso tesoro di Decebalo, che lo stesso re avrebbe nascosto nell'alveo di un piccolo fiume (il Sargetia) nei pressi della capitale, Sarmizegetusa Regia. Qualcuno ha pensato che questi numeri strabilianti fossero frutto di un errore di trascrizione e che la cifra reale dovesse essere divisa per dieci ma, anche se così fosse, il risultato rimarrebbe di eccezionale rilievo. In effetti Traiano sembra abbia ottenuto da questo immenso tesoro circa 2.700 milioni di sesterzi, cifra nettamente più alta di quella sborsata da Augusto per la costruzione del suo foro, come attestano le Res gestae. Oltre a ciò, la conquista contribuì a un aumento permanente delle entrate nelle casse dell'erario grazie alle miniere della Dacia occidentale, che furono riaperte sotto la sorveglianza dei funzionari imperiali.
Al ritorno dalla campagna fu tributato a Traiano un grandioso trionfo, con spettacoli gladiatorii (ludi) e corse dei carri nel Circo Massimo; si dispose, quindi, la costruzione di un nuovo foro che comprendesse anche la presenza di una colonna celebrativa.
L'impianto del nuovo complesso monumentale, voluto ex manubiis dallo stesso Traiano per celebrare la conquista della Dacia, rese necessario un ampio lavoro di sbancamento, comportante l'eliminazione della sella montuosa che congiungeva il Campidoglio al Quirinale e chiudeva la valle dei Fori Imperiali verso il Campo Marzio. La sella fu in realtà già parzialmente intaccata sotto Domiziano, come dimostrano il muro in laterizio sul limite sud-occidentale del Foro di Cesare e le fondazioni della Terrazza domizianea (domus Sexti), su cui attualmente insiste la Casa dei Cavalieri di Rodi.
Per realizzare il nuovo foro vennero anche demoliti l'Atrium Libertatis, le cui funzioni passarono a una delle absidi della Basilica Ulpia, e un tratto delle Mura serviane, entrambi collocati probabilmente sulla sella eliminata.
Contemporaneamente al foro, anche per contenere il taglio delle pendici del Quirinale, vennero innalzati i Mercati di Traiano, un complesso di edifici con funzioni prevalentemente amministrative e di archivio, collegato alle attività che si svolgevano nel foro; fu inoltre rimaneggiato il Foro di Cesare, dove si eresse la Basilica Argentaria, e si ricostruì il tempio di Venere Genitrice.
Il progetto del nuovo complesso è attribuito nelle fonti antiche ad Apollodoro di Damasco, che aveva accompagnato Traiano nelle campagne daciche mettendo a servizio dell'imperatore le sue competenze di architetto nelle attività di supporto tecnico alle operazioni militari (come il ponte di Traiano sul Danubio). I Fasti ostiensi ci informano che il foro venne inaugurato nel 112 e la Colonna di Traiano nel 113.

### Significato del foro nella propaganda imperiale
Un'interpretazione del foro vedeva in esso una trascrizione monumentale della pianta tipica dei principia, ovvero la piazza principale degli accampamenti militari, quale preciso segnale della politica traianea incentrata sulla componente bellica. Sebbene questa interpretazione sia stata poi superata, poiché oggi si ritiene che la pianta riproponga quella dell'Atrium Libertatis di Gaio Asinio Pollione, la decorazione del complesso è una celebrazione dell'esercito vittorioso e soprattutto delle virtù del suo comandante, lo stesso imperatore, protagonista delle scene di guerra rappresentate nei rilievi scultorei e raffigurato nelle statue, quella posta in cima alla Colonna Traiana (sostituita nel 1588 da quella di san Pietro) e quella equestre più grande del vero collocata al centro della piazza. Anche alcuni indizi epigrafici suggeriscono una glorificazione di Traiano legata al suo ruolo di vittorioso generale. Vi sono tuttavia anche elementi che sottolineano più la pacificazione ottenuta con la vittoria (pax romana) che la pura e semplice gloria militare (virtus).
Alla glorificazione e futura apoteosi dell'imperatore, determinata dalle sue virtù, alludono anche i diversi fregi figurati degli edifici del complesso, con grifoni, sfingi, vittorie e amorini. La sepoltura di Traiano nel basamento della colonna onoraria rappresenta il culmine di questo intento celebrativo.

### Funzioni
Il complesso veniva utilizzato per varie funzioni: un procurator Fori Divi Traiani, ricordato in un'iscrizione rinvenuta nei Mercati, doveva amministrare le varie attività che vi si svolgevano. Sappiamo dalla Forma Urbis Severiana che una delle absidi della Basilica Ulpia aveva ereditato le funzioni dell'Atrium Libertatis, dove si dovevano svolgere le cerimonie di manomissione degli schiavi. Certamente fu sede di cerimonie pubbliche di vario genere:
- vi furono promulgate numerose leggi, alcune delle quali datate tra il 319 ed il 451 d.C.[26];
- vi vennero distribuiti alcuni congiaria al popolo romano (una scena simile è rappresentata in uno dei pannelli dell'arco di Costantino, dell'epoca dell'imperatore Marco Aurelio)[27];
- vi furono pubblicamente bruciati i documenti di archivio che contenevano la registrazione dei debiti verso il fisco condonati da Adriano[28];
- Marco Aurelio vi tenne una vendita all'asta di beni del palazzo imperiale per finanziare le campagne militari contro Germani e Sarmati negli anni settanta del II secolo[29].

(Historia Augusta, Vita Marci Antonini philosophi, XVII, 4-5)
Marco Aurelio dispose, inoltre, che nel Foro di Traiano fossero innalzate statue in ricordo dei generali che per lui combatterono durante le guerre contro le popolazioni del nord, mentre Commodo, che era solito farvi apparizioni in pubblico, vi distribuì almeno un congiarium.
Le basiliche erano tradizionalmente sede dei tribunali e dell'attività giudiziaria, e a questo scopo potevano servire le absidi, spazi separati e raccolti rispetto alla navata centrale. Inoltre, in epoca tarda, si tenevano nel foro lezioni e attività culturali (forse con sale di lettura e scuole), presumibilmente nelle esedre dei portici.
La Historia Augusta ricorda, infine, che l'imperatore Aureliano, allo scopo di aumentare il senso di sicurezza dei cittadini, ordinò che i registri dei debiti dovuti allo Stato fossero bruciati, una volta per tutte, proprio nel Foro di Traiano.

### Storia successiva

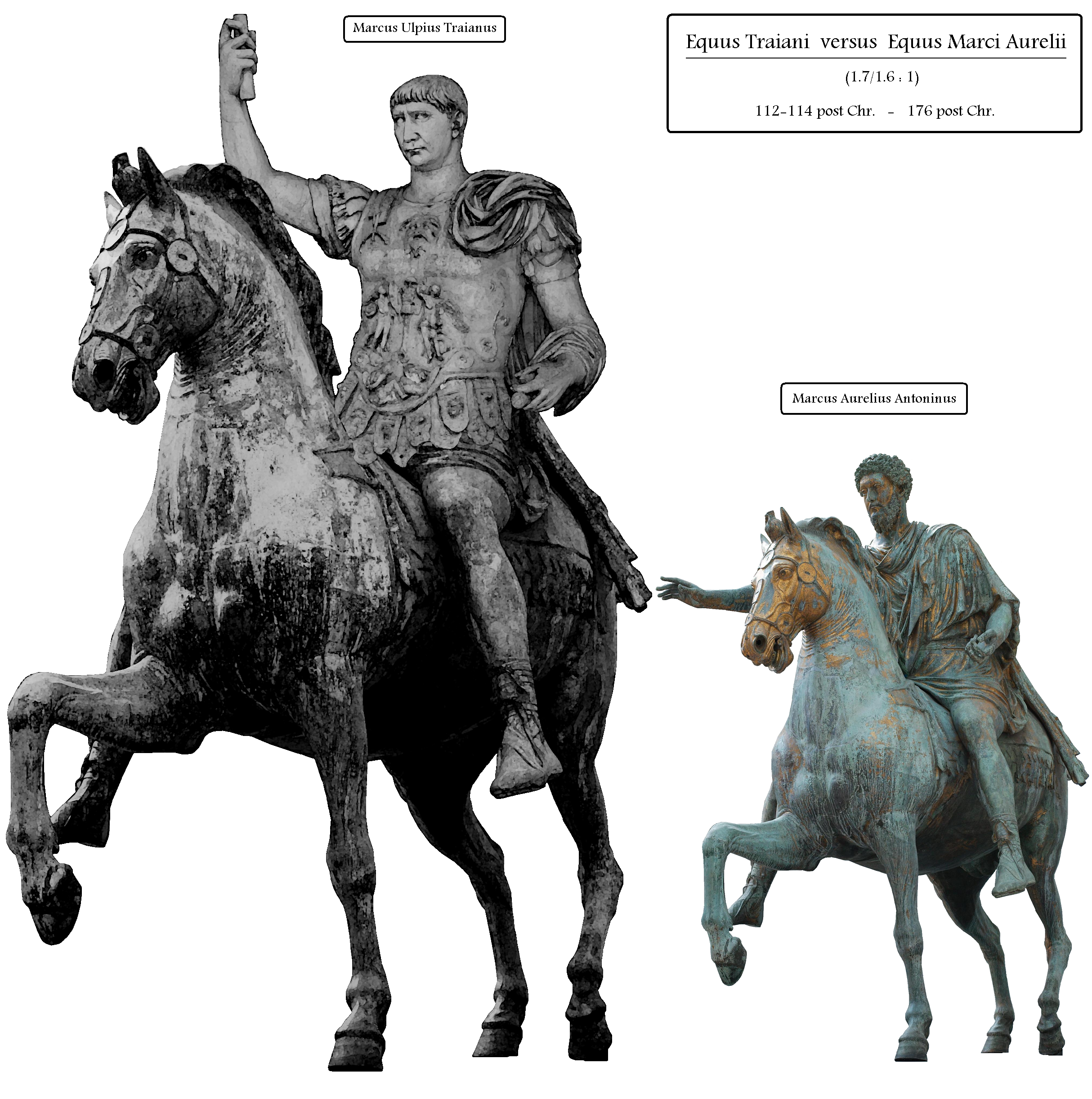
Il confronto tra ricostruzione ipotetica della colossale statua equestre di Traiano (conservatasi solo attraverso le raffigurazioni numismatiche) e quella di Marco Aurelio, oggi nel Palazzo dei Conservatori a Roma.

La piazza del foro era perfettamente conservata nel IV secolo, come testimonia la meraviglia di Costanzo II in visita a Roma nel 357. In particolare egli fu colpito dalla colossale statua equestre di Traiano:
(Ammiano Marcellino, Res gestae, XV, 10, 15)
Ancora nel V secolo la piazza era uno spazio pubblico, nel quale si erigevano statue a personalità illustri della vita culturale del Tardo impero, come quelle dei poeti Merobaude e Sidonio Apollinare.
Nel VI secolo il complesso conservava tutto il suo splendore, come testimonia Cassiodoro, ed ancora agli inizi del VII le fonti ci rendono noto di come nelle biblioteche si tenessero recite pubbliche.
Nel 663 l'imperatore bizantino Costante II "il Barba" fece asportare dal foro alcune statue ed altri arredi; l'iscrizione della colonna onoraria rimase, ad ogni modo, ben visibile fino alla metà dell'VIII secolo.
Nell'VIII secolo il complesso forense suscitava ancora l'ammirazione dei contemporanei, ma probabilmente non sopravvisse al tremendo terremoto dell'801, che ne fece crollare gran parte delle strutture segnandone la fine.
Intorno alla metà del IX secolo le lastre della pavimentazione marmorea della piazza furono sistematicamente sottratte per essere riutilizzate. L'intervento, piuttosto impegnativo, fu probabilmente condotto ancora in ambito pubblico e i marmi ricavati dovettero essere utilizzati per farne calce di ottima qualità per qualche opera dell'epoca; lo spazio mantenne tuttavia una funzione pubblica e fu ripristinata una pavimentazione in acciottolato, mentre una parte del complesso cominciò a essere occupata da vigne e orti.
I problemi d'impantanamento di tutta l'area, causati dall'intasamento delle fognature romane, portarono a una serie di rialzamenti progressivi del terreno e, nel X secolo, a una prima occupazione con abitazioni sparse tra gli elevati degli edifici del foro, che dovevano essere ancora in gran parte conservati. Nell'XI secolo il complesso fu trasformato in fortilizio dalla potente famiglia romana dei Frangipane.
La zona ospitò anche alcuni complessi religiosi: le chiese di San Lorenzo ai Monti, di Santa Maria in Campo Carleo e di San Niccolò de Columna. Quest'ultima, menzionata a partire dal 1032, fu costruita, come ricorda il nome, in addosso alla Colonna di Traiano, utilizzata come campanile.
La Basilica Ulpia e le due biblioteche rimasero in piedi fino al XV secolo, in parte scoperchiate e depredate di molte decorazioni, mentre all'interno del foro cominciarono a insediarsi diverse abitazioni private e un mercato (Macellum Corvorum).
Il lato meridionale del foro rimase in parte integro, almeno fino alla metà del XVI secolo, sebbene già dal 1263 si fossero ad esso addossate prima la chiesa di Sant'Urbano e, dal 1432, quella di Santa Maria, totalmente restaurata.
Fra il XII e il XIV secolo i Mercati di Traiano furono trasformati in struttura difensiva, nota con il nome di Castellum Miliciae, culminante nella Torre delle Milizie con funzione di mastio della struttura militare. A sud della colonna venne realizzato nel 1432 il Monastero dello Spirito Santo, mentre nel 1536 la chiesa addossata alla colonna fu abbattuta da papa Paolo III e la colonna privata della campana.
Il complesso forense fu oggetto per decenni di un'accanita attività di spoliazione da parte dei costruttori privati allo scopo di recuperare materiale edilizio da reimpiegare, in particolare marmi e "tegolozza".
Tra il 1567 ed il 1570 un consistente rialzamento del terreno a scopo di bonifica dovuto al cardinale Michele Bonelli permise la costruzione del quartiere detto Alessandrino, i cui edifici si impiantarono su quelli più antichi, utilizzati come cantine. La planimetria di questo quartiere restò praticamente immutata sino alle demolizioni mussoliniane per l'apertura di via dei Fori Imperiali.

## Descrizione
Il foro (300 x 185 metri) si disponeva parallelamente al Foro di Cesare (a nord-ovest di questo) e perpendicolarmente a quello di Augusto, con la basilica sopraelevata di alcuni gradini. Tutti gli edifici del Foro di Traiano erano ricoperti di marmi e stucchi, nonché adorni di sculture e pitture parietali.
Il complesso comprendeva, nell'ordine:
- un ingresso formato da un'aula quadrata con quadriportico centrale[51];
- la piazza forense vera e propria (m 116 x 95), con il lato d'ingresso convesso, ornata dalla grande statua equestre dell'imperatore, spostata verso il lato di ingresso;
- due esedre semicircolari ai lati della piazza[52];
- la Basilica Ulpia, un cortile porticato con la famosa Colonna Traiana e le due biblioteche, greca e latina[6][53].

Nelle ricostruzioni ottocentesche, poi riproposte per tutto il XX secolo, chiudeva il complesso il tempio del Divo Traiano e di Plotina, incorniciato da un portico ricurvo nel lato terminale, secondo le fonti edificato da Adriano dopo il 121. I sondaggi archeologici del 1998-2000, però, non ne hanno trovato traccia e la sua reale collocazione è tornata ad essere un problema aperto; di questo tempio sappiamo veramente pochissimo poiché, a parte l'iscrizione dedicatoria, rimangono i resti di un solo capitello (alto ben 2,12 metri), che possono dare l'idea di quanto grandioso fosse l'edificio, con colonne alte probabilmente attorno ai 20 metri. L'elemento più originale della pianta era la presenza della basilica al posto del consueto tempio a chiudere il lato principale della piazza.

### La piazza e i portici
Il foro vero e proprio era costituito da una vasta piazza rettangolare con portici sui due lati, chiusa sul fondo dalla Basilica Ulpia e ornata dalla colossale statua equestre di Traiano. La piazza era pavimentata con circa tremila lastre rettangolari di marmo bianco.

#### Lato sud-orientale

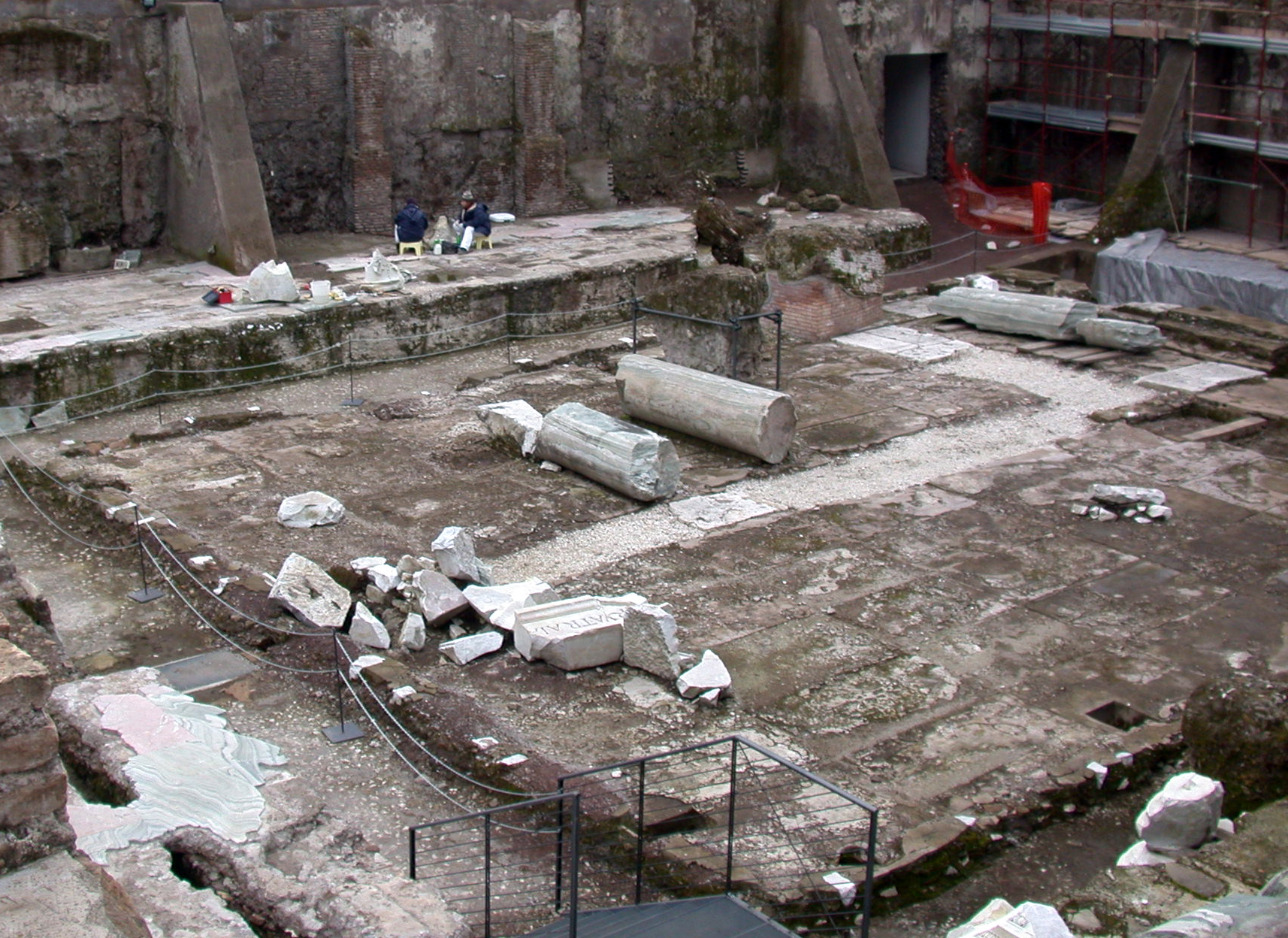
I resti del cortile meridionale, vista da nord

Sul lato del Foro di Augusto la piazza era chiusa da un muro in blocchi di peperino ad andamento spezzato, leggermente convesso verso l'esterno, con un tratto centrale e due "ali" oblique, decorato da colonne aggettanti con fusti in marmo giallo antico e cipollino del diametro di 1,5 m circa.
Questo lato, rivestito internamente di marmi, era inoltre ritmato da un ordine di lesene che rispecchiavano le colonne corinzie della facciata. Il colonnato recava una trabeazione sporgente sulle colonne con il noto fregio con amorini sorgenti da cespi d'acanto che versano da bere a grifoni.
È possibile che questa monumentale facciata scenografica, facente sfondo alla statua equestre dell'imperatore, fosse sormontata da un attico con prigionieri daci, molto simile a quello della basilica sul lato opposto della piazza: a questo attico potrebbero appartenere le due statue acefale e la testa di dace in marmo bianco ritrovate negli scavi.
Manca invece ogni traccia dell'arco trionfale, ipotizzato sulla base di alcune raffigurazioni monetali, che secondo Cassio Dione fu decretato dal Senato come onore postumo all'imperatore per le sue vittorie in Oriente. L'arco era stato immaginato al centro di questo lato della piazza, quale ingresso monumentale al foro, e sul suo attico erano posti una quadriga trionfale (al centro), trofei e vittorie (ai lati).
Alle spalle di questa facciata colonnata sul lato meridionale della piazza, si apre inoltre una vasta sala che ne segue l'andamento trisegmentato e, nel settore centrale rettilineo, permette di accedere a un cortile, circondato almeno su tre lati da portici rialzati su podio, con fusti lisci in marmo cipollino. I portici sono pavimentati con lastre rettangolari in marmo cipollino e marmo portasanta. Qui si sono rinvenuti i frammenti di un'iscrizione con il nome dell'imperatore al nominativo. La funzione di questo cortile è tuttora incerta. L'edificio occupa lo spazio che risulta a ridosso dell'esedra settentrionale del Foro di Augusto.

#### Portici laterali ed esedre

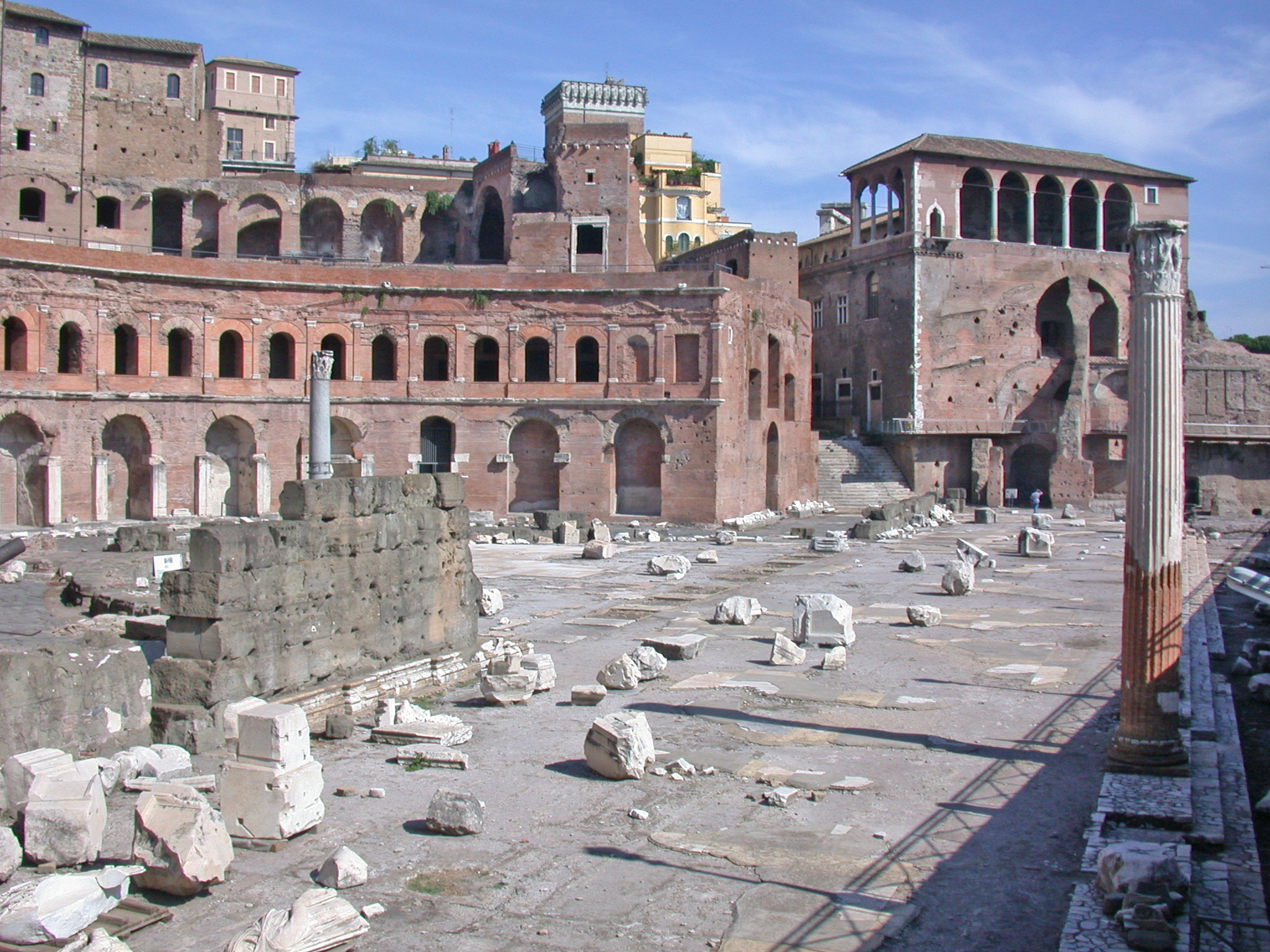
Resti del portico orientale con la retrostante esedra del Foro di Traiano.

I portici laterali, rialzati da due gradini rispetto alla quota della piazza, avevano una considerevole ampiezza. Vi si aprivano due ampie esedre semicircolari coperte, che riprendono la pianta del Foro di Augusto, separate dai portici da un diaframma costituito da una fila di pilastri che avevano il medesimo spessore del muro di fondo dei portici e dunque erano rettangolari, ossia più profondi che larghi.
La pavimentazione era costituita da un disegno di quadrati in cui si iscrivevano alternativamente quadrati più piccoli o cerchi, in marmo giallo antico e pavonazzetto. Anche nelle esedre il muro di fondo presentava delle lesene, disposte su due ordini; al centro di questo si apriva una nicchia, inquadrata da colonne in granito del Foro.
Probabilmente, come nel vicino Foro di Augusto, anche nelle esedre traianee erano collocate opere d'arte, come testimonia il rinvenimento di tre statue acefale nel pregiato marmo di Taso, leggermente più grandi del vero: un loricato (in corazza o lorica, attualmente esposto nel Museo dei Fori Imperiali), un togato e un altro personaggio seduto, che dovevano probabilmente raffigurare personaggi di rango imperiale.

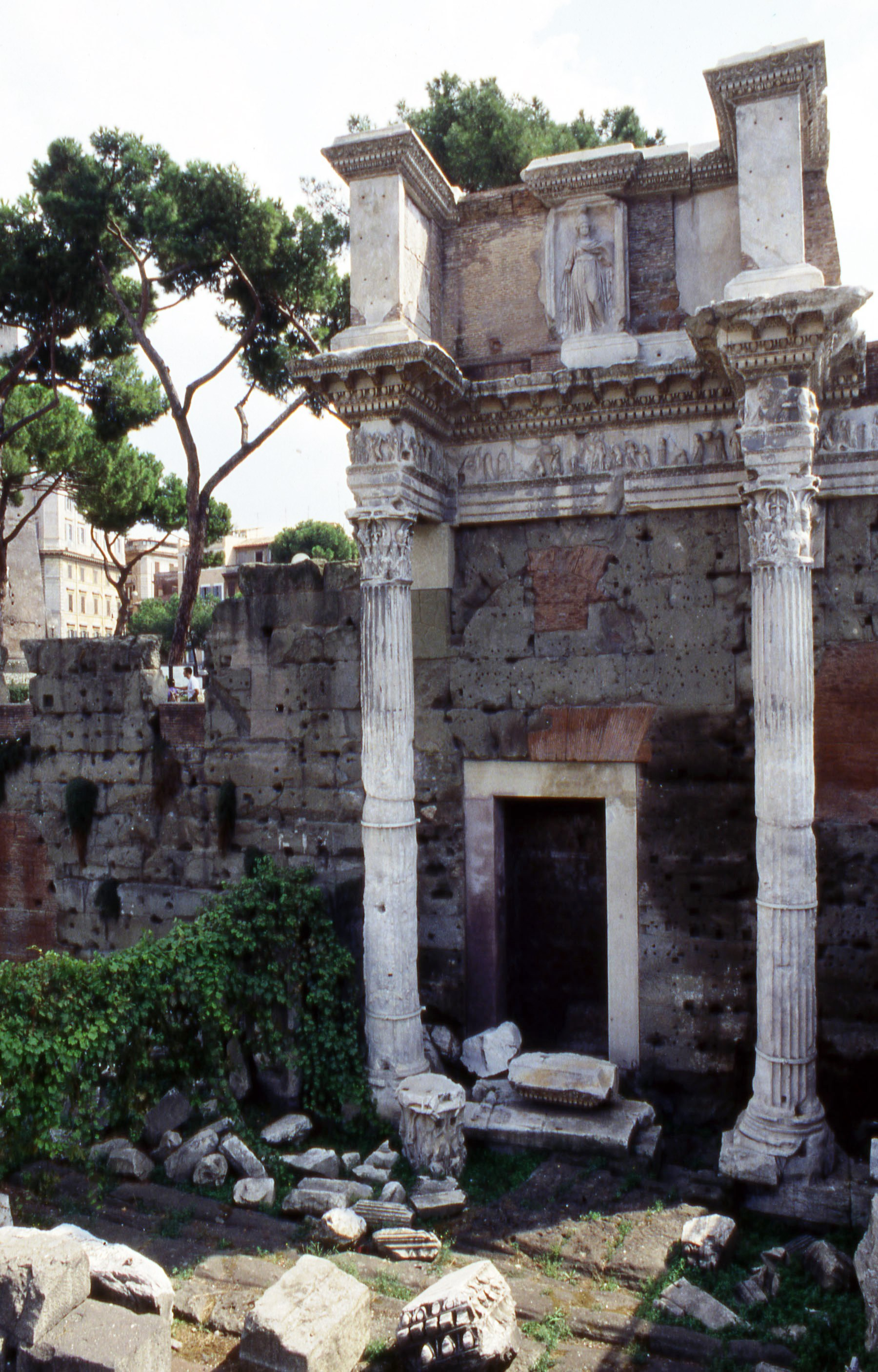
Le Colonnacce

Sulla facciata verso la piazza, sopraelevata con due gradini, le colonne del portico erano in ordine corinzio, con fusti rudentati in marmo pavonazzetto. Al di sopra dell'ordine colonnato si innalzava un fregio con sculture di prigionieri daci (su due differenti livelli), probabilmente in pavonazzetto della Frigia, alte circa 2,5-3 metri, alternate a clipei ornati da teste ritratto. Tra queste ci sono giunte quella di Agrippina Minore e quella di Nerva (o del padre naturale di Traiano, anch'egli con lo stesso nome del figlio) Ai ritratti dei clipei appartiene anche un busto con corazza ornata da una testa di Gorgone: il motivo riprendeva abbastanza da vicino il modello del fregio dei portici del Foro di Augusto e la galleria di ritratti probabilmente proseguiva idealmente la serie degli uomini illustri della storia romana rappresentati nelle statue dei portici di quel complesso.
Negli intercolumni dei portici, e forse qua e là nella piazza, Traiano ed i suoi successori sistemarono numerose statue di uomini di stato e generali che si erano particolarmente distinti nella vita pubblica o militare, tra le quali sono ricordate dagli autori antichi quelle di Gaio Mario Vittorino e dell'imperatore Aureliano. Un gran numero di iscrizioni delle statue sono state ritrovate all'interno del recinto del foro, e molte di esse recano l'indicazione del loro posizionamento in foro Traiani, come ad esempio quelle di Marco Claudio Frontone, Marco Basseo Rufo, del poeta Claudiano, di Flavio Eugenio e Flavio Peregrino Saturnino, mentre le altre omettono questa specificazione.
Una parte del Foro era denominata Porticus porphyretica, probabilmente perché vi erano state collocate colonne o statue di porfido.

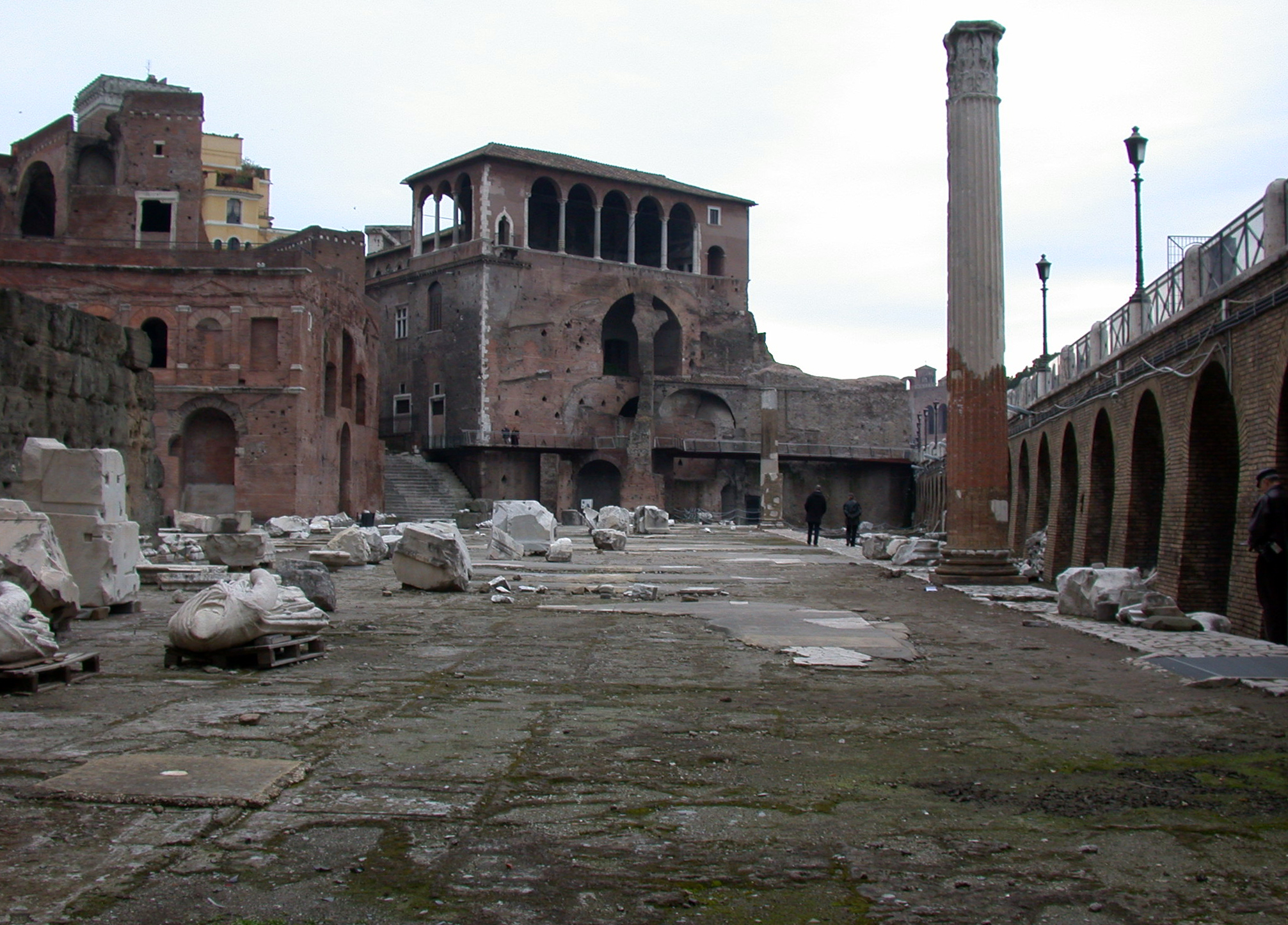
I resti del portico orientale, visti da nord-ovest.
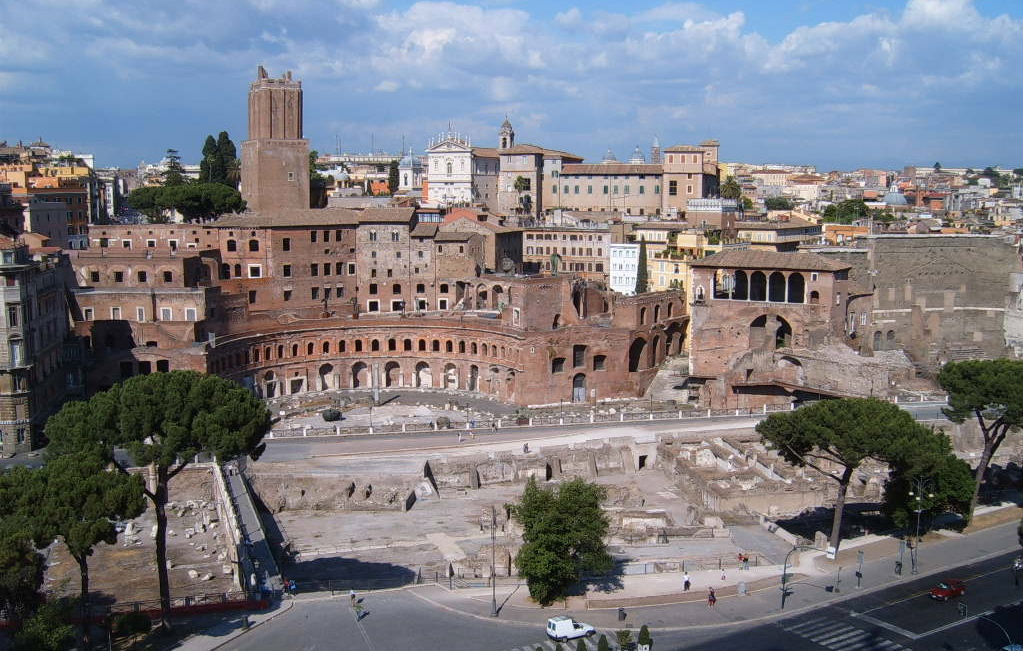
Foro e Mercati di Traiano dal Vittoriano.
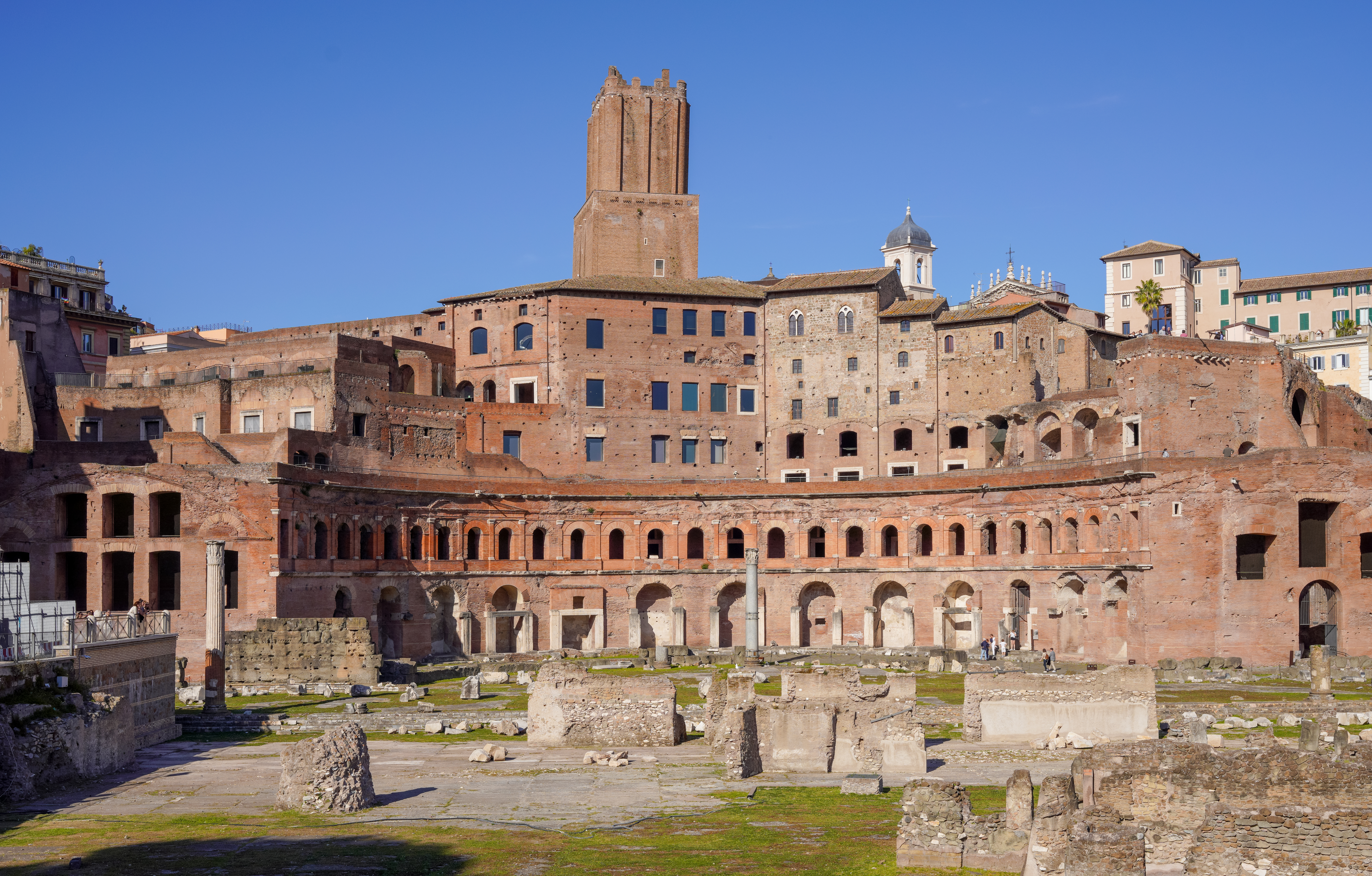
I Mercati di Traiano dietro la grande esedra orientale del Foro di Traiano.
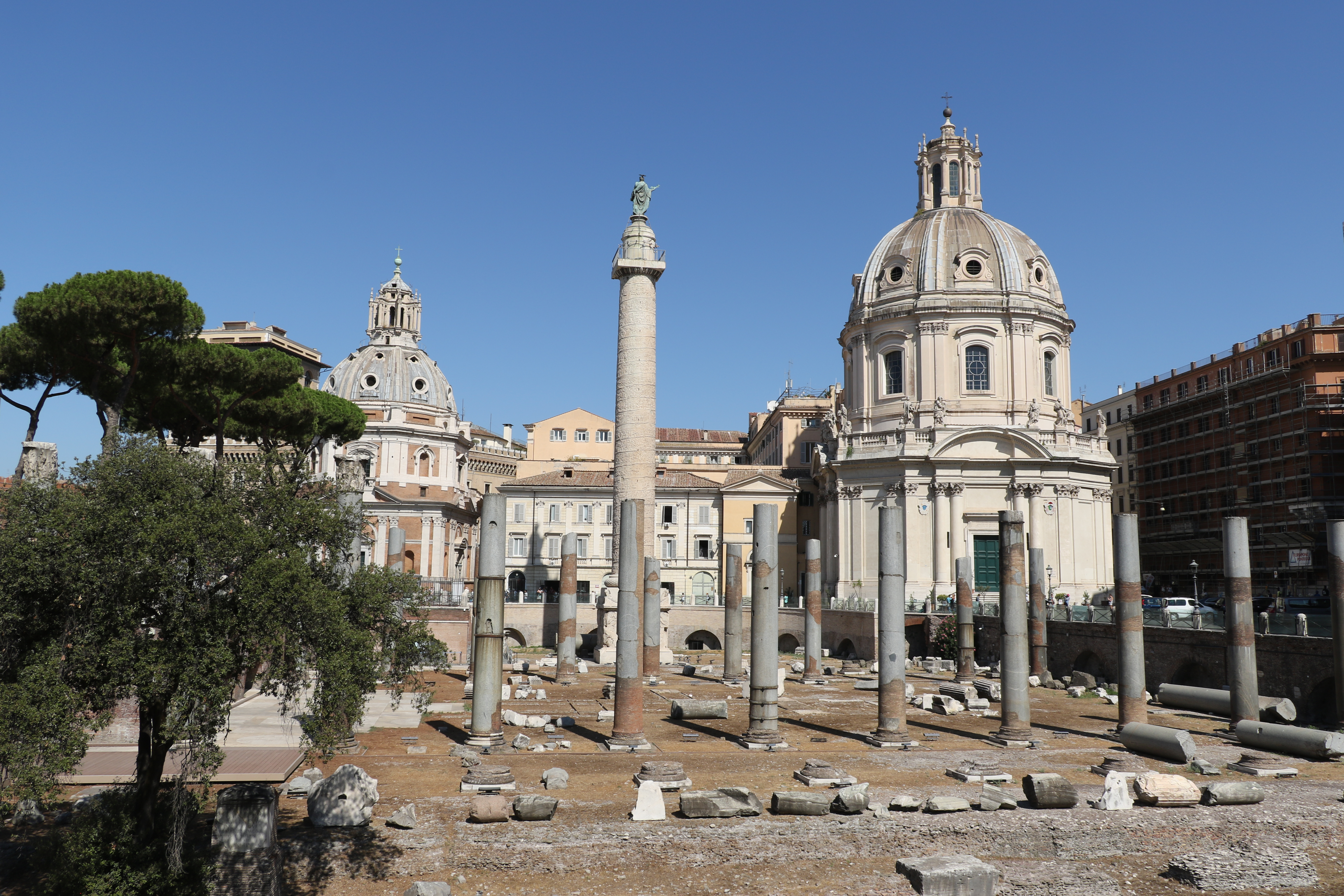
Colonna Traiana e Chiesa del Santissimo Nome di Maria
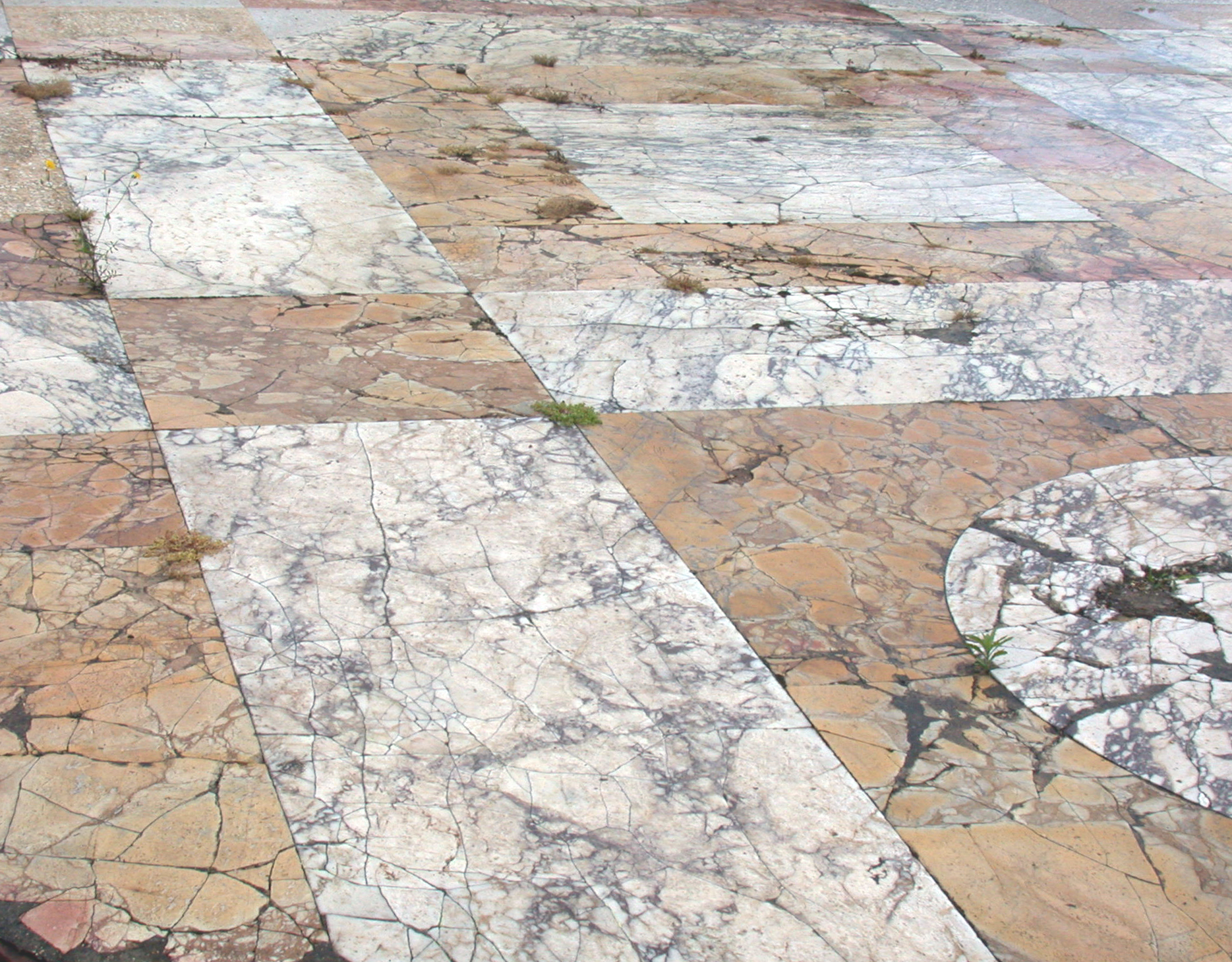
Pavimento originale dell'esedra orientale del Foro di Traiano, con disegno di cerchi e quadrati in marmo giallo antico e marmo pavonazzetto.
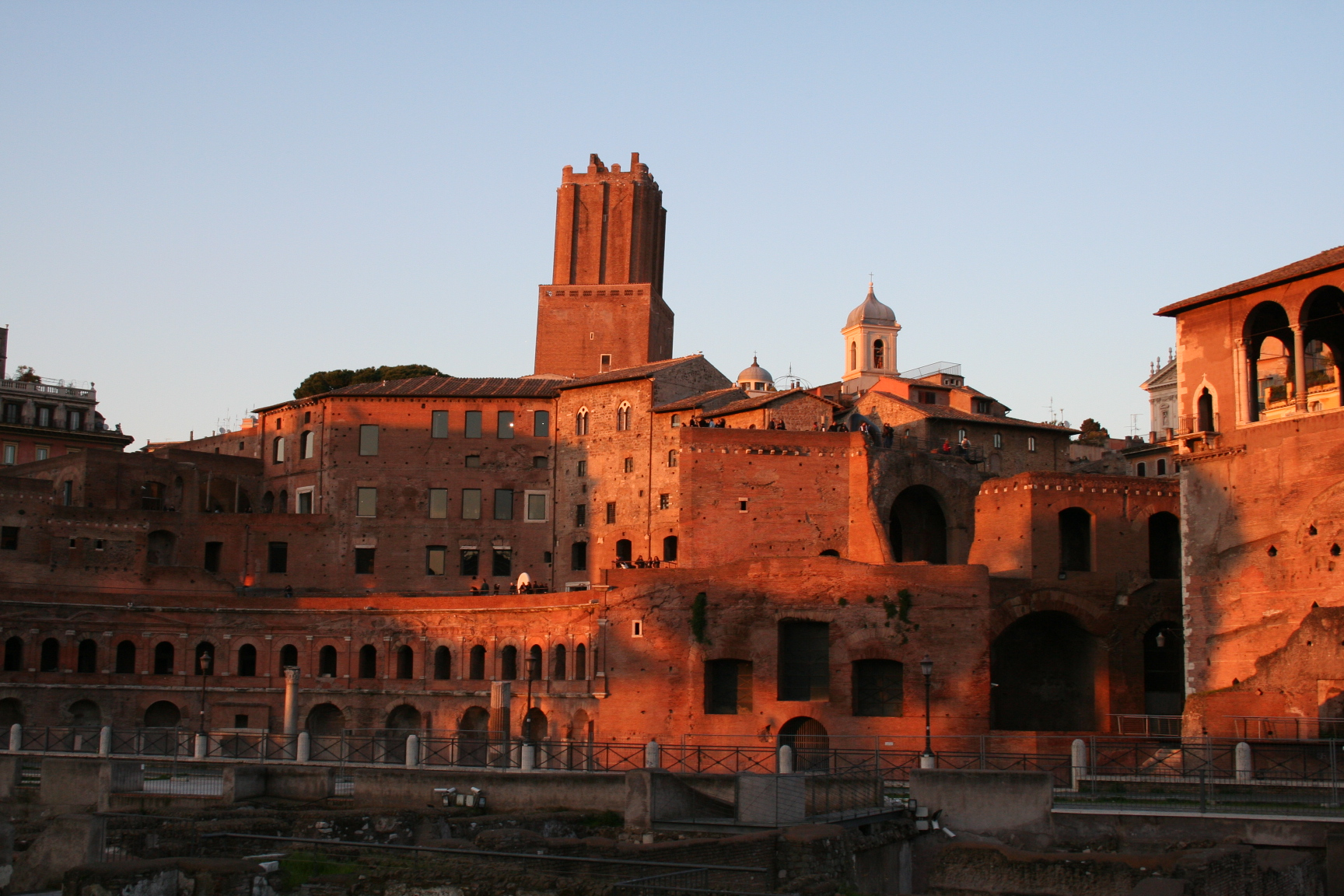
Complesso dei Mercati Traianei
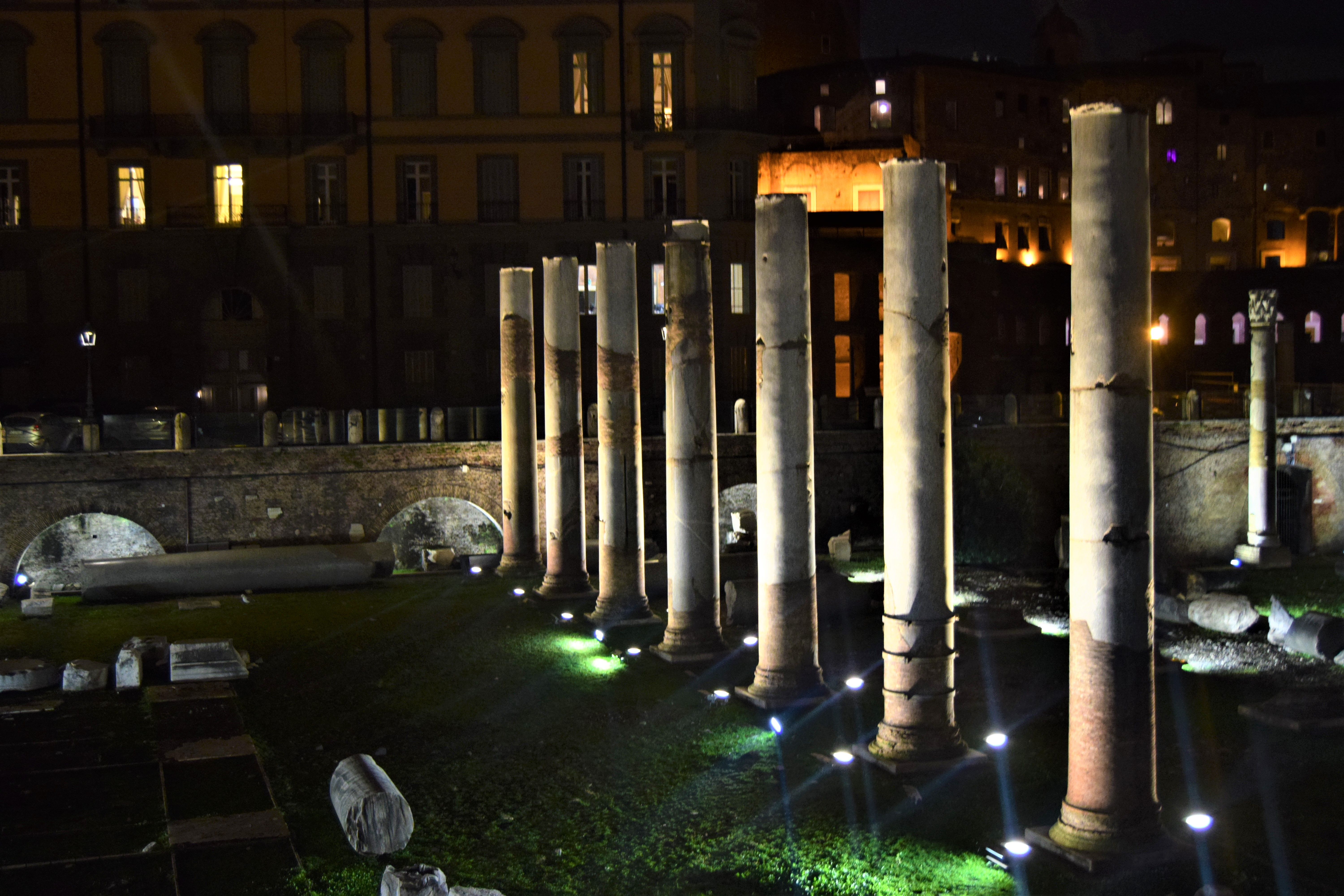
Visione notturna

### La Basilica Ulpia

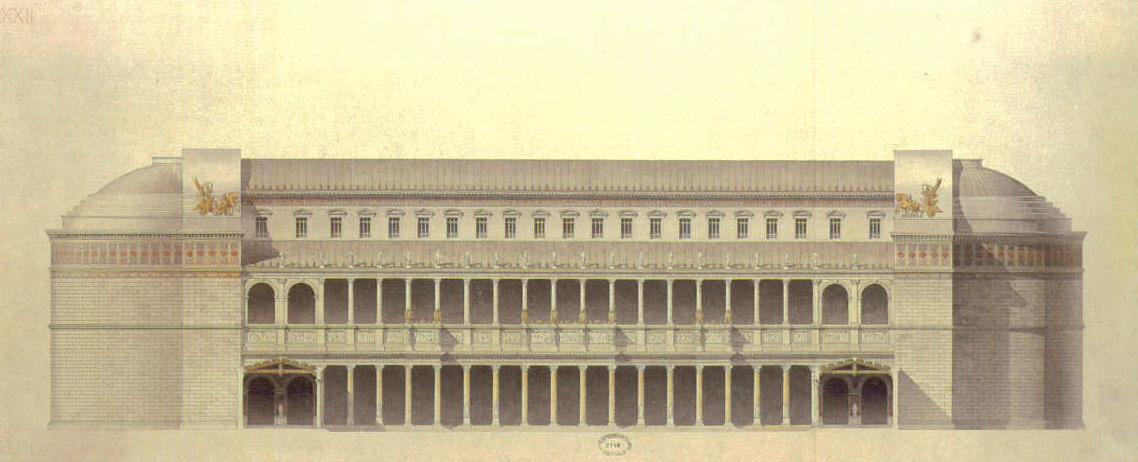
Disegno ricostruttivo della Basilica Ulpia di J. Guadet.

La Basilica Ulpia, il cui nome deriva dal gentilizio dell'imperatore, chiudeva il lato nord-occidentale della piazza con il suo lato lungo, rialzato per mezzo di tre gradini. Si trattava della più grande basilica mai costruita a Roma. Misurava 170 metri lungo l'asse maggiore e quasi 60 lungo quello minore. La facciata era articolata da tre avancorpi sporgenti, come mostra bene la monetazione di quegli anni, ed era sormontata anch'essa da un attico con sculture di prigionieri daci in marmo bianco lunense (alte circa 2,5 metri, con retro poco lavorato per essere ancorate alla parete), che in questo caso si alternavano a pannelli decorati in rilievo con cataste di armi.
Il coronamento sporgente sopra i Daci recava iscrizioni in onore delle legioni dell'esercito che avevano preso parte, anche solo con vexillationes, alla conquista della Dacia. Si tratterebbe quindi delle seguenti legioni coinvolte:
- I Adiutrix, I Italica, I Minervia, II Adiutrix, IIII Flavia, V Macedonica, VII Claudia, X Gemina, XI Claudia Pia Fidelis, XIII Gemina, Legio XIIII Gemina Martia Victrix, XV Apollinaris, XXI Rapax e XXX Ulpia Victrix;
- e le vexillationes legionarie della II Augusta, III Augusta, III Gallica, IV Scythica, VI Ferrata, VII Gemina, IX Hispana, Legio XII Fulminata[82], XX Valeria Victrix e XXII Primigenia[83].

All'interno la basilica era divisa in cinque navate, fra le quali la più ampia risultava quella centrale, circondata sui quattro lati dalle navate laterali, separate per mezzo di colonne con fusti in granito. Della ricca decorazione del fregio restano solo dei frammenti, su cui sono rappresentate Vittorie che sacrificano tori o che adornano candelabri con ghirlande. La navata centrale presentava un secondo piano, con un colonnato, e forse anche un terzo simile, con fusti lisci in marmo cipollino. Sui lati corti, dietro lo schermo di una terza fila di colonne, si aprivano due absidi.

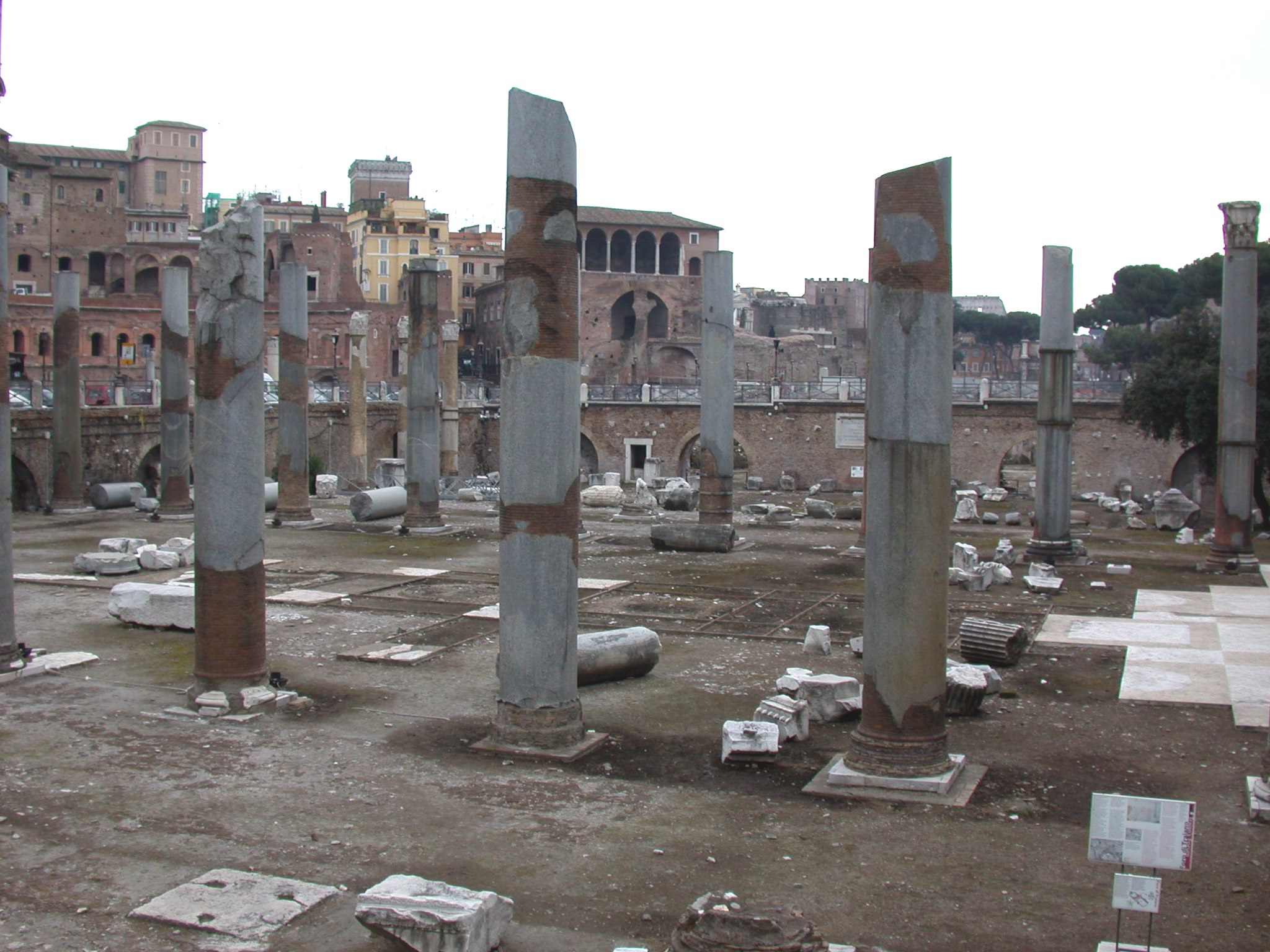
Le colonne in granito grigio della navata centrale della Basilica Ulpia, rialzate negli anni trenta del XX secolo.
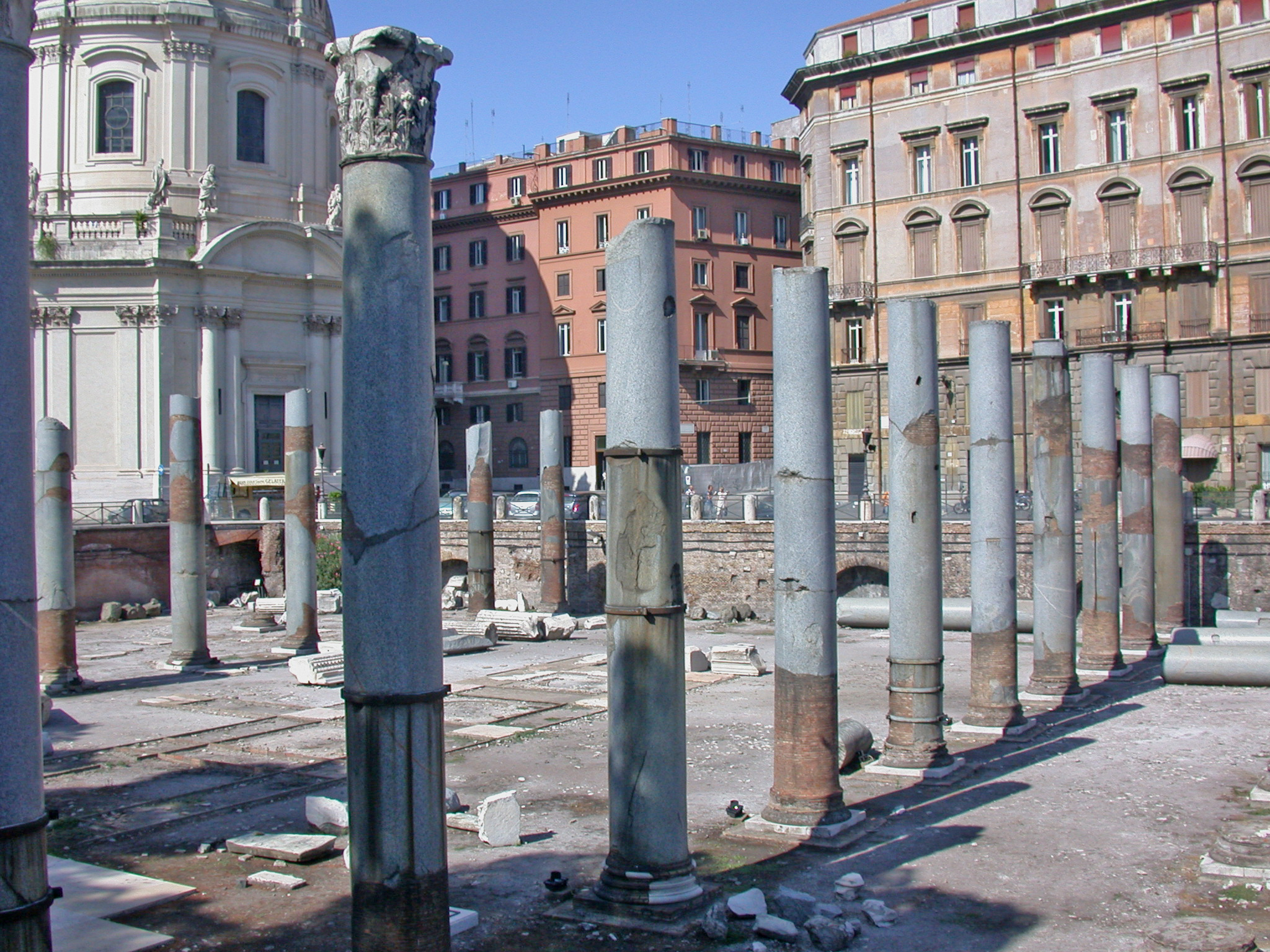
Colonne in granito grigio della navata centrale.
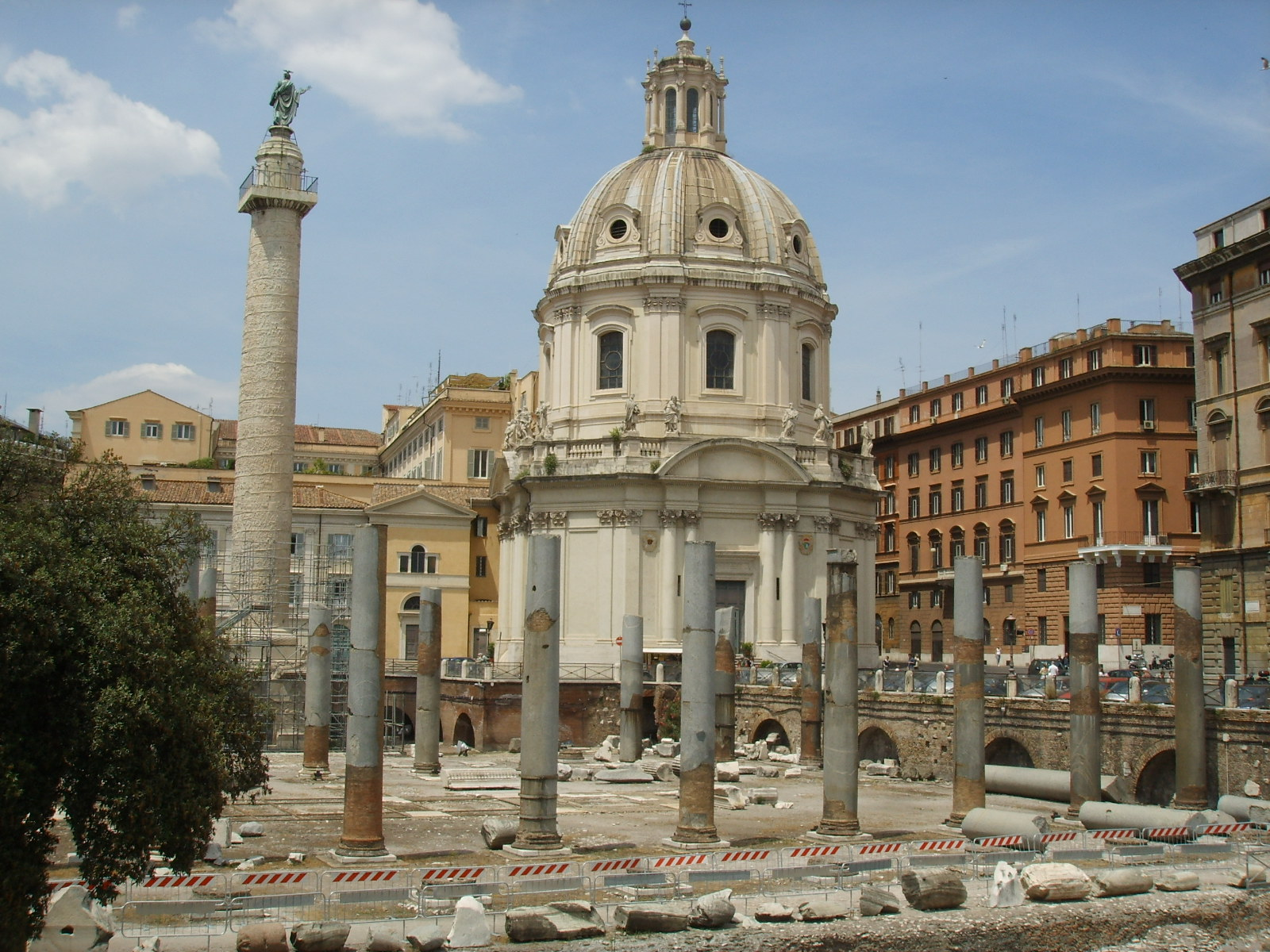
La Basilica Ulpia e la Colonna di Traiano visti da sud.
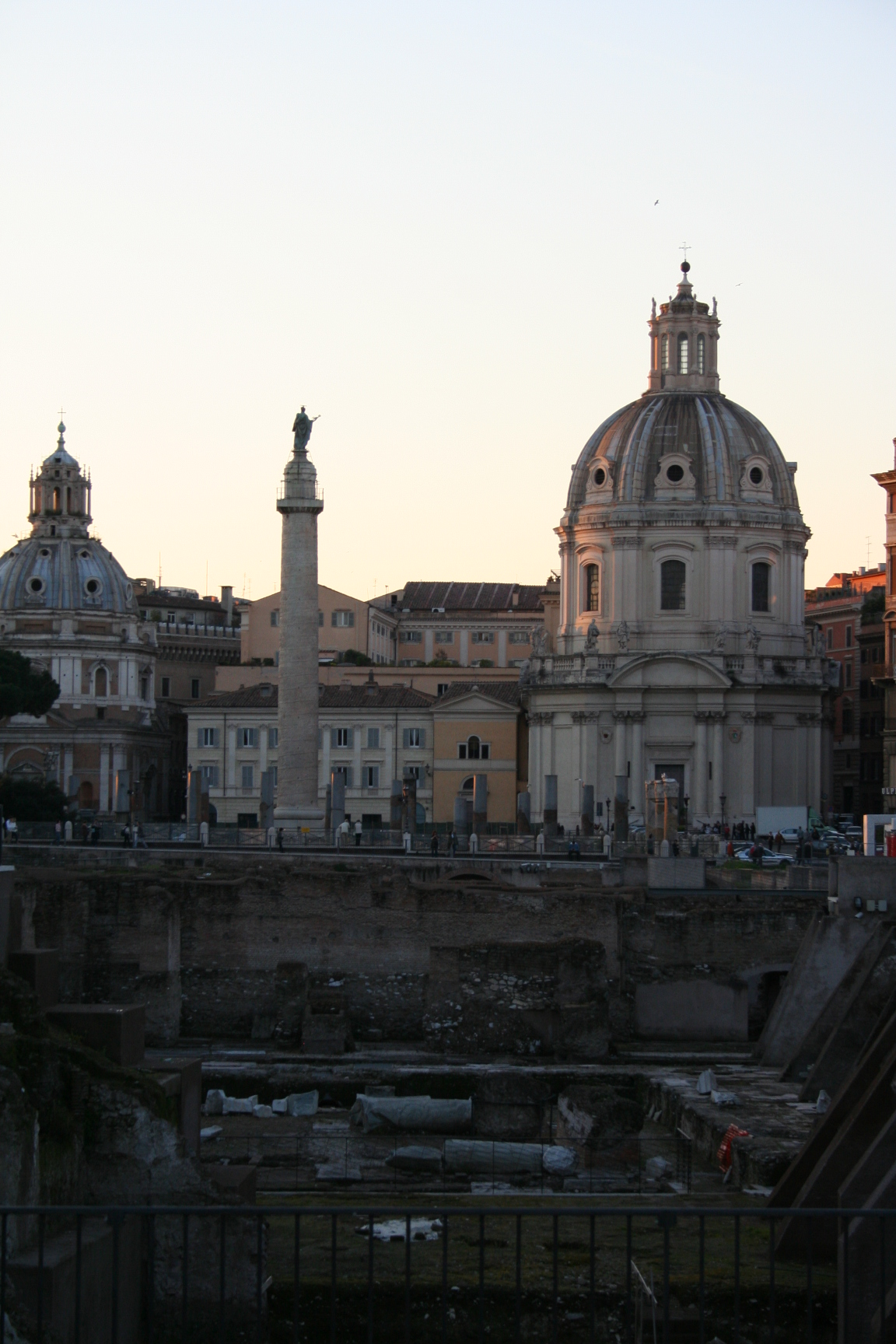
La Basilica Ulpia e la Colonna di Traiano nel complesso del Foro di Traiano

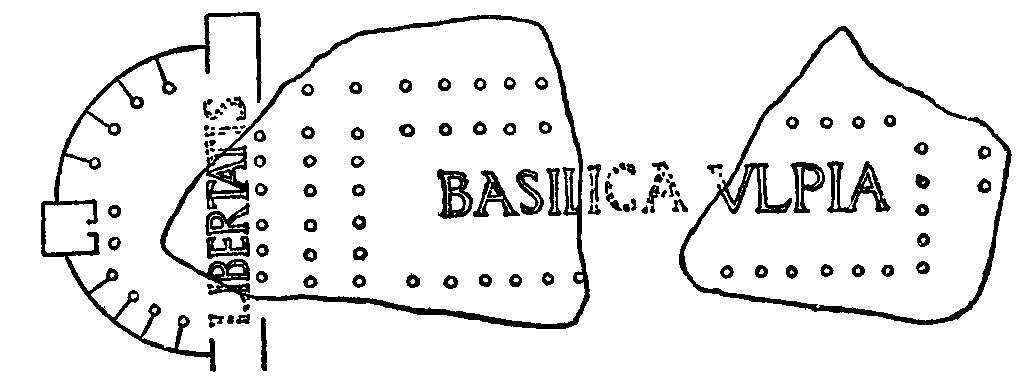
Frammenti della Forma Urbis Severiana con la rappresentazione della Basilica Ulpia.
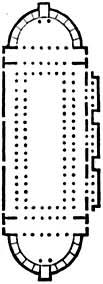
Pianta della Basilica Ulpia nel Foro di Traiano a Roma.
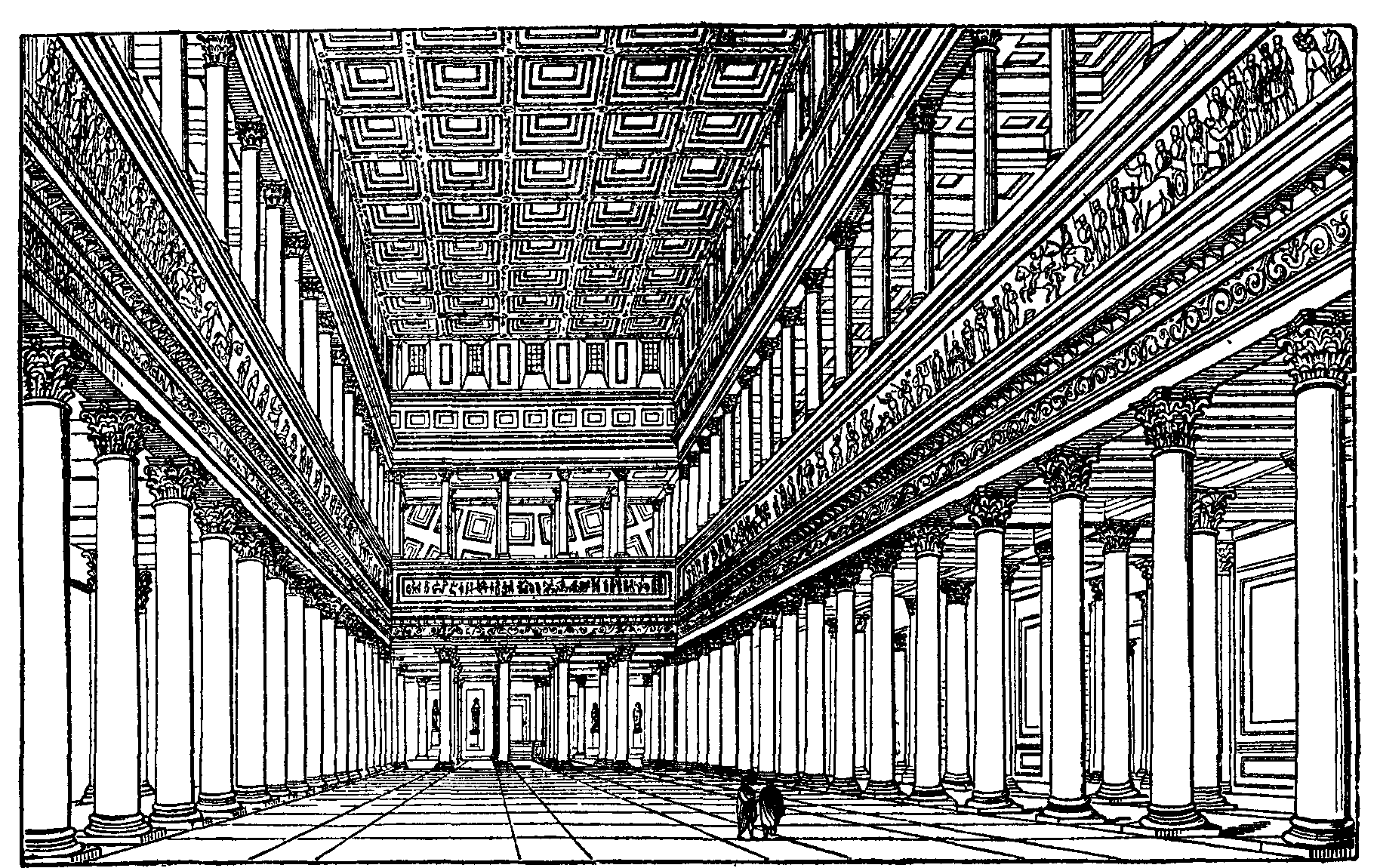
Disegno ricostruttivo dell'interno della Basilica Ulpia.
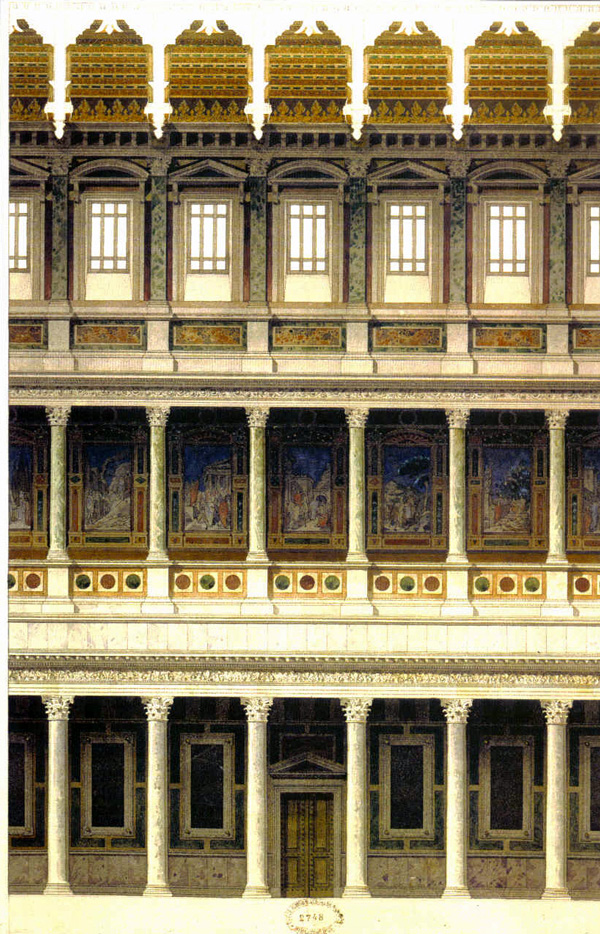
Disegno ricostruttivo dell'interno della navata (J. Guadet).
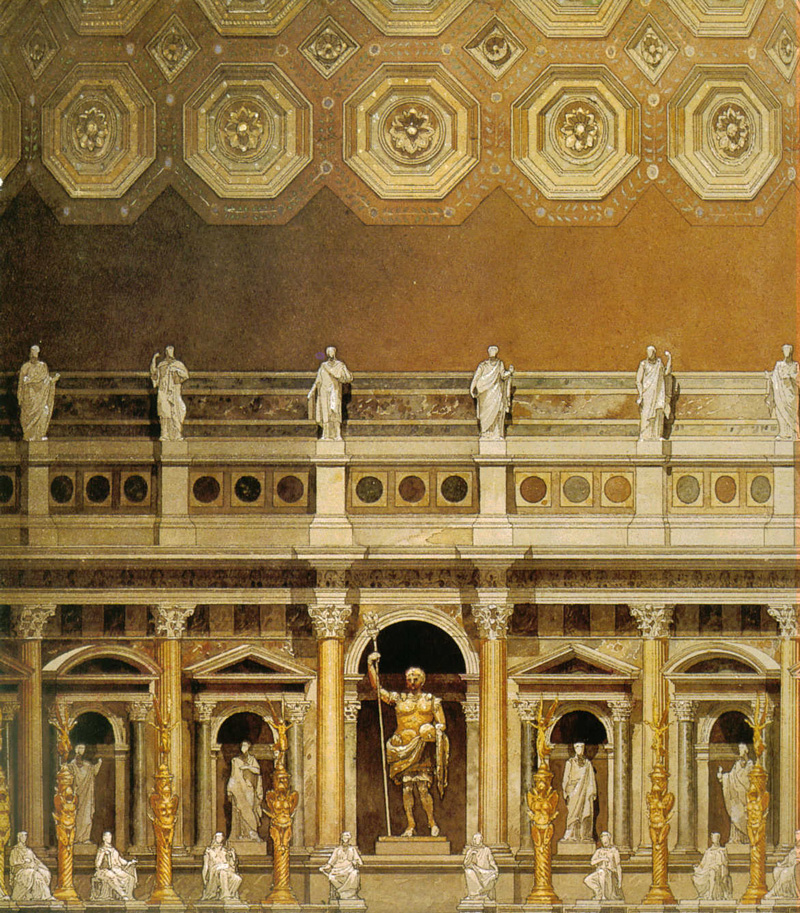
Disegno ricostruttivo dell'interno delle esedre laterali (J. Guadet).

### Le biblioteche e la colonna
Alle spalle della Basilica Ulpia si trovavano due ambienti disposti simmetricamente ai lati del cortile in cui sorge la Colonna Traiana; si tratta di due ampie sale con pareti ornate da due ordini di colonne, nelle quali si aprivano nicchie accessibili mediante alcuni gradini, mentre sul lato di fondo il colonnato formava un'edicola con frontone che doveva ospitare una statua. Gli ambienti erano pavimentati con grandi lastre in granito grigio, riquadrate da fasce in marmo giallo antico.
La presenza delle nicchie sulle pareti ha fatto interpretare gli ambienti come biblioteche; si tratterebbe della Biblioteca Ulpia, citata dalle fonti, nella quale si conservavano all'epoca di Aureliano i libri lintei, e che doveva forse custodire i decreti dei pretori.
Nello stretto cortile tra le due biblioteche, chiuso dal muro di fondo della basilica e fiancheggiato dai portici con fusti in marmo pavonazzetto che precedevano la facciata dei due ambienti, si trovava la Colonna Traiana, l'unico elemento giunto pressoché intatto del complesso del foro. Questa colonna onoraria, monumento funerario e celebrativo delle imprese militari dell'optimus princeps, è un'opera di rara bellezza e originalità sulla quale, sotto la guida del grande architetto Apollodoro di Damasco, numerosi scultori lavorarono a 155 scene e 2.500 figure, fino al giorno dell'inaugurazione (avvenuta il 12 maggio del 113). Nel fregio figurato della colonna, che è alta cento piedi romani (29,78 metri), furono scolpite le imprese militari dell'imperatore e dei suoi generali, forse prendendo spunto dagli stessi Commentarii di Traiano, scritti ad imitazione di quelli di Cesare. La "narrazione in pietra più perfetta che si conosca" (Italo Calvino) si sviluppava sul fusto similmente ad un rotolo di papiro (volumen) e per questo la colonna fu significativamente posta fra le due biblioteche del foro, la latina e la greca.

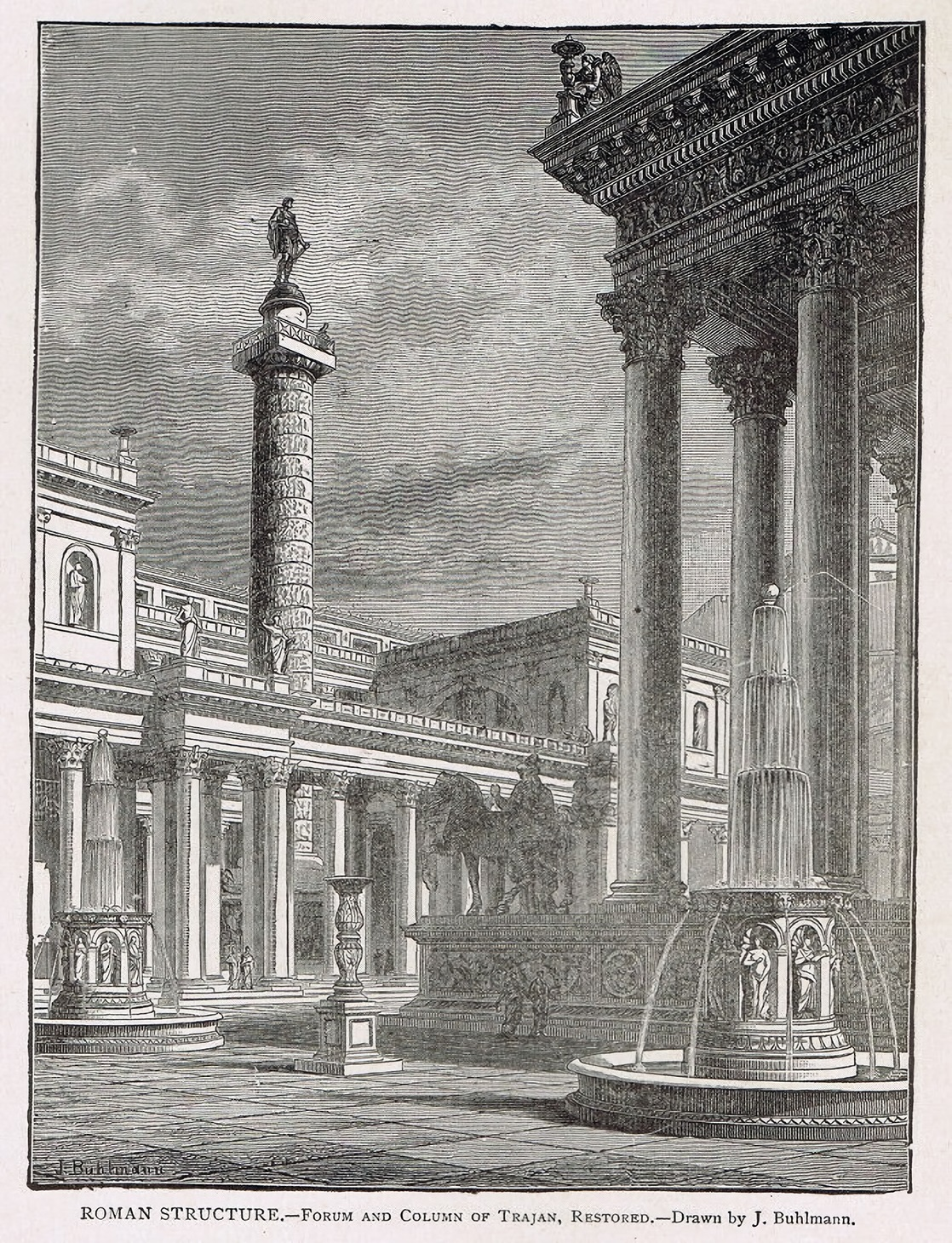
In primo piano sulla destra il Tempio di Traiano (in posizione in realtà errata), di fronte alla colonna, ai cui lati erano poste le due biblioteche (ricostruzione).
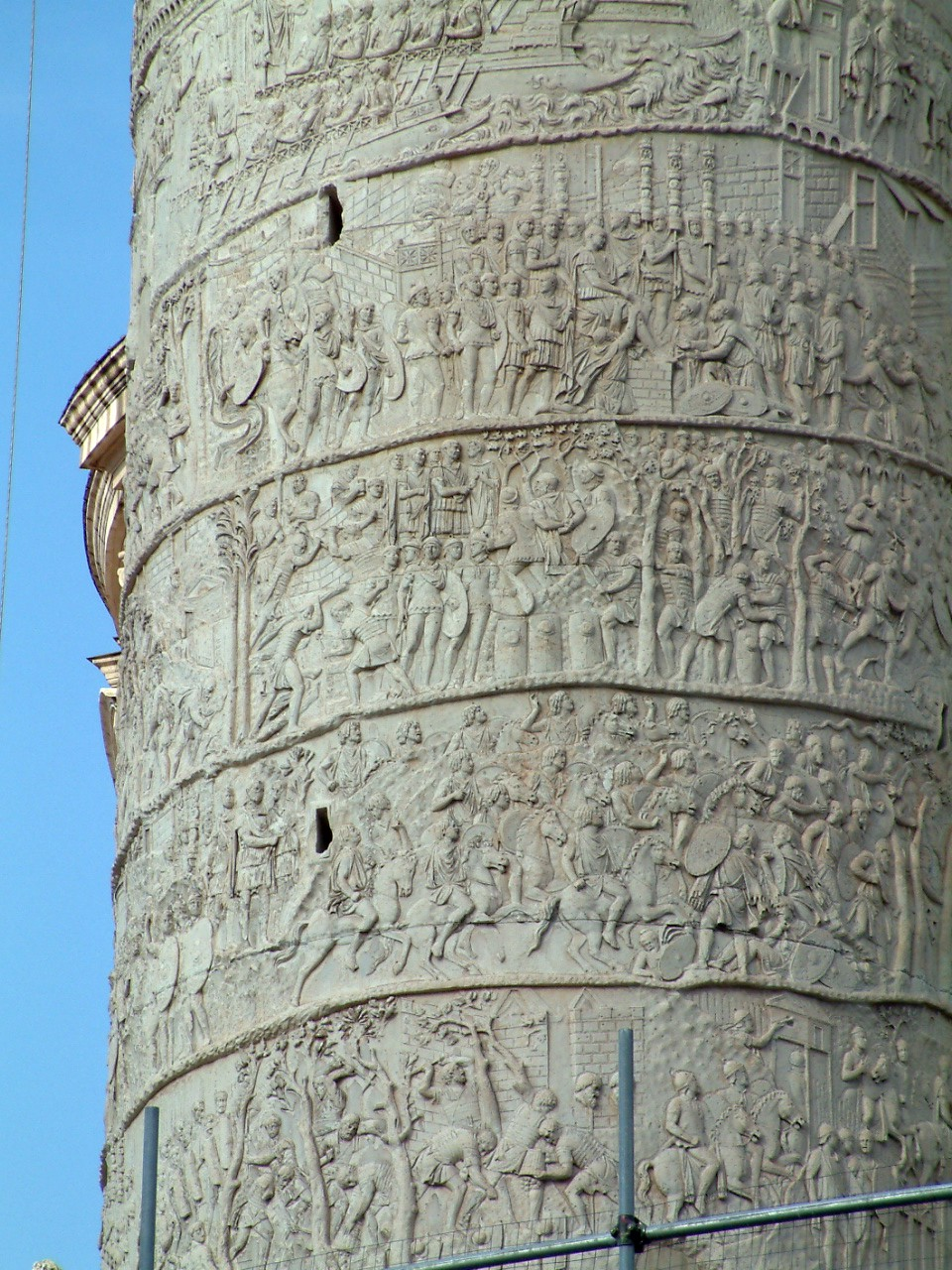
Particolare dei rilievi della Colonna di Traiano.
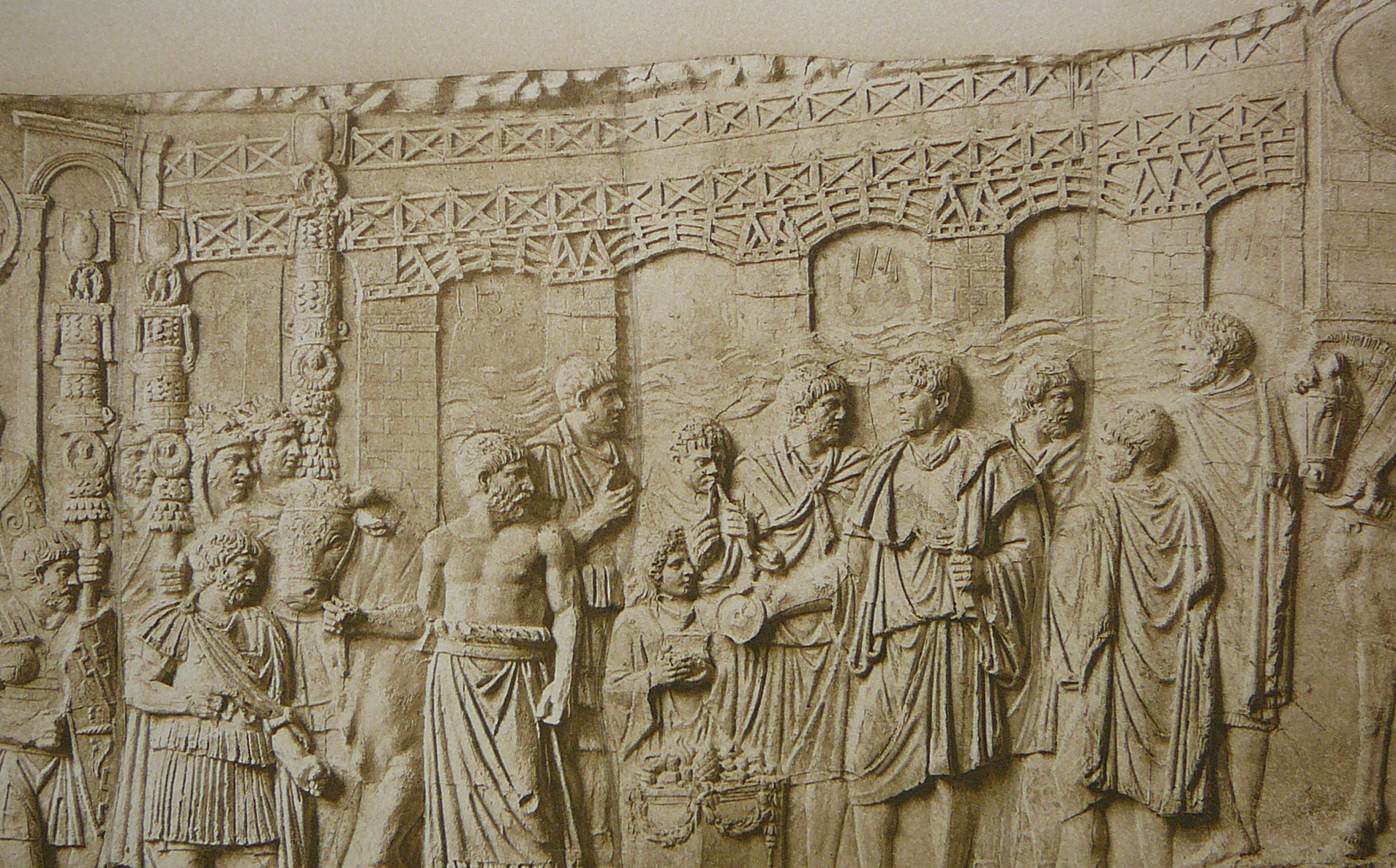
Dettaglio della colonna (fregio LXXII.2), dove è possibile riconoscere sia il ponte di Traiano sul Danubio, sia lo stesso Apollodoro di Damasco, a sinistra e di fronte a Traiano che offre un sacrificio[93].
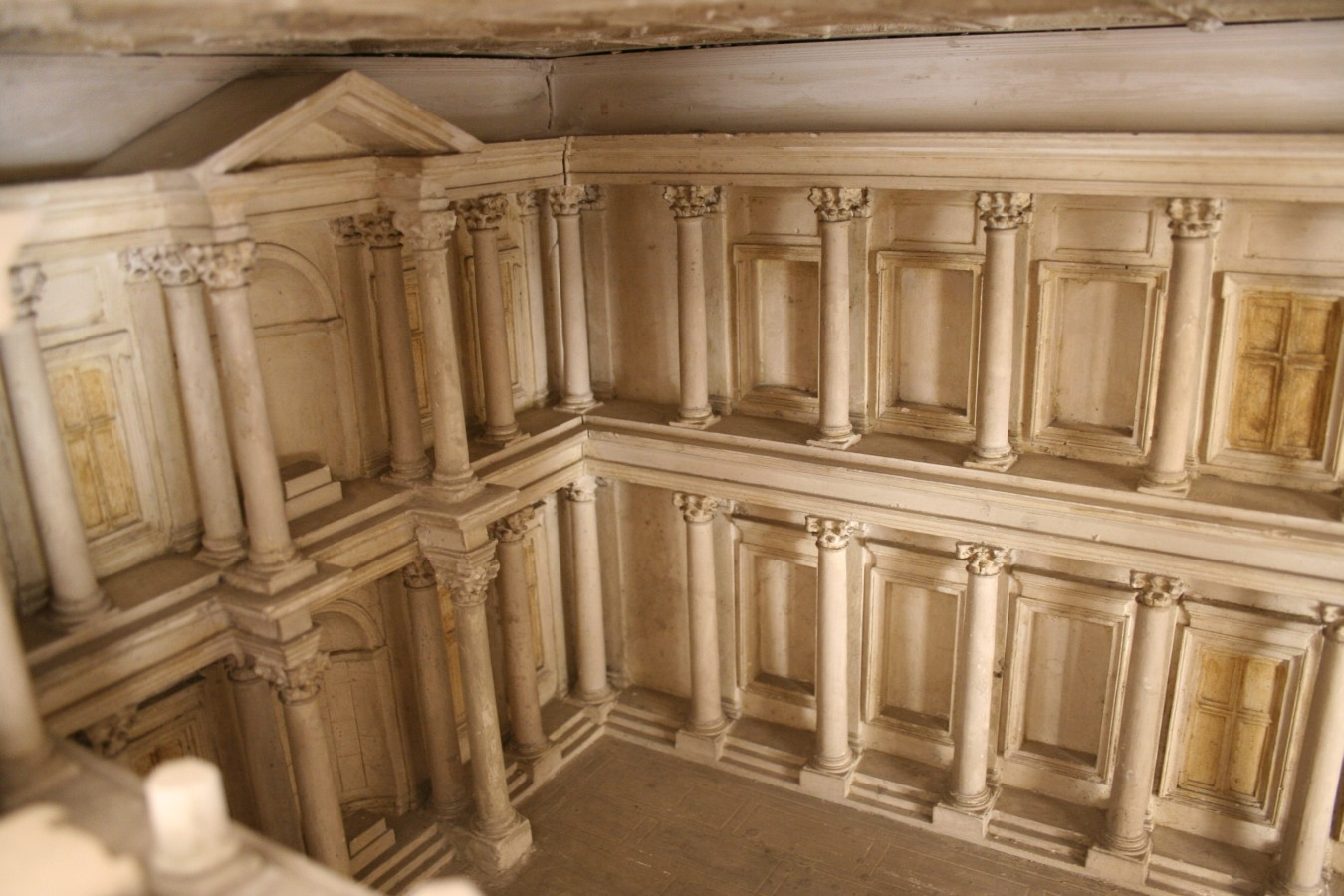
Modellino ricostruttivo della biblioteca Ulpia del foro di Traiano (interno)
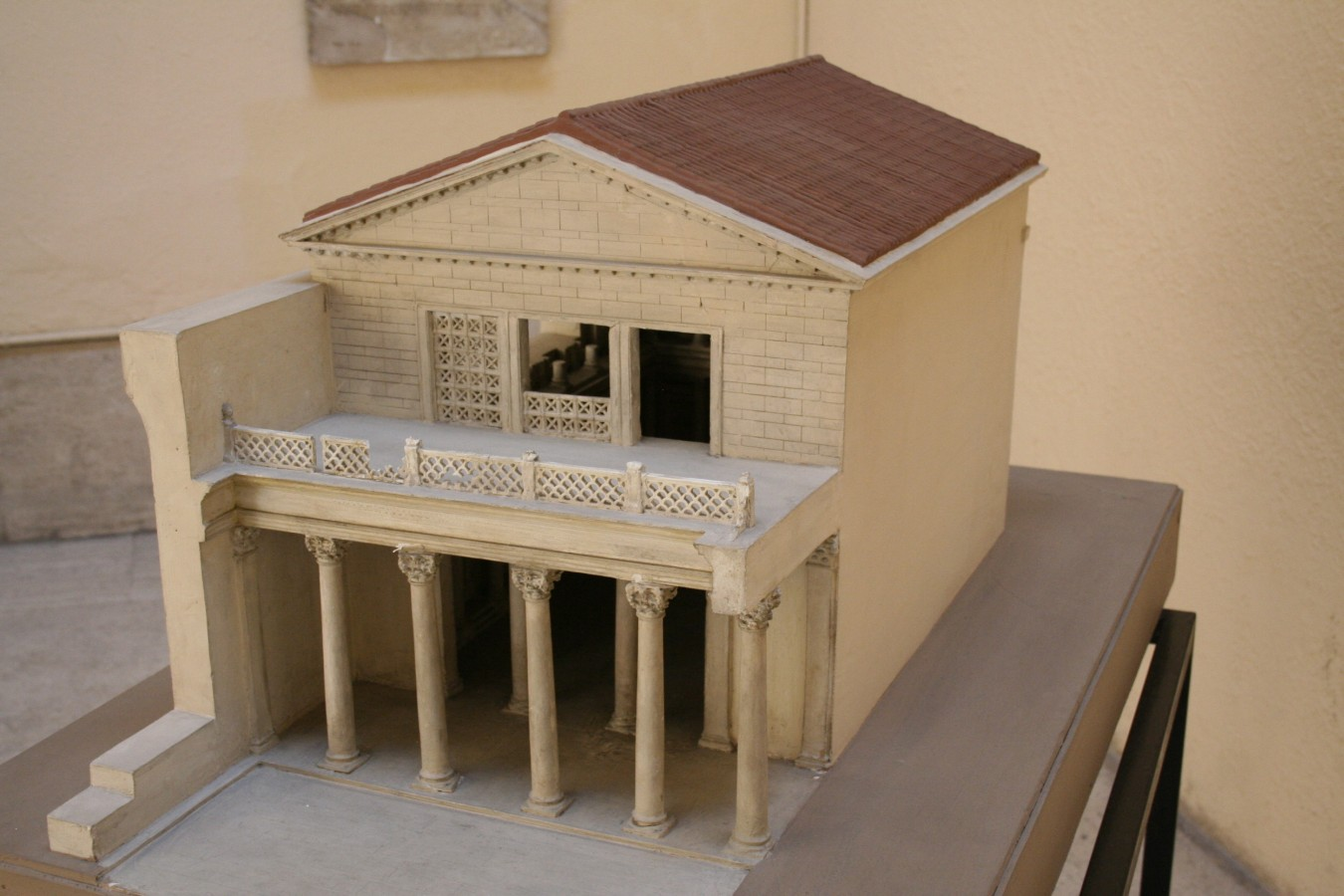
Modellino ricostruttivo della biblioteca Ulpia del foro di Traiano (esterno)

## Resti archeologici

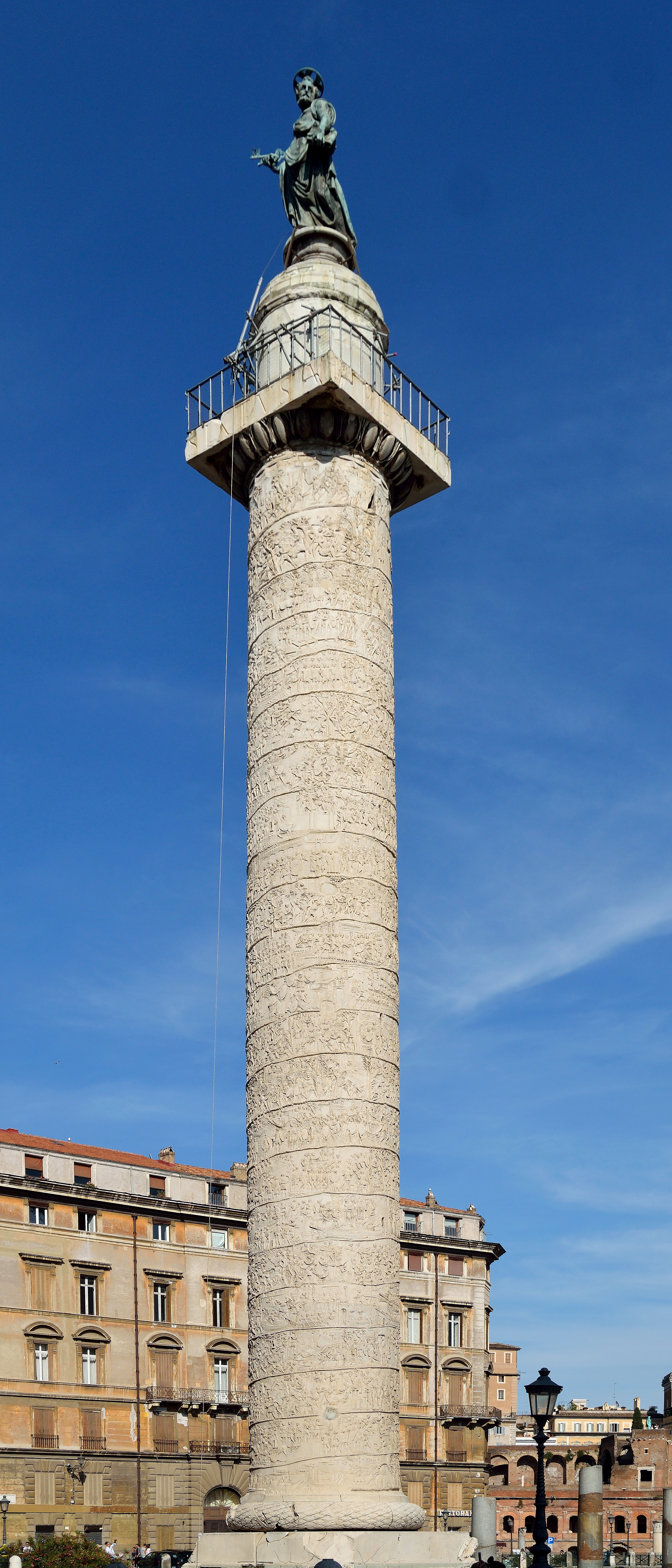
Vista della Colonna di Traiano da sud-ovest.

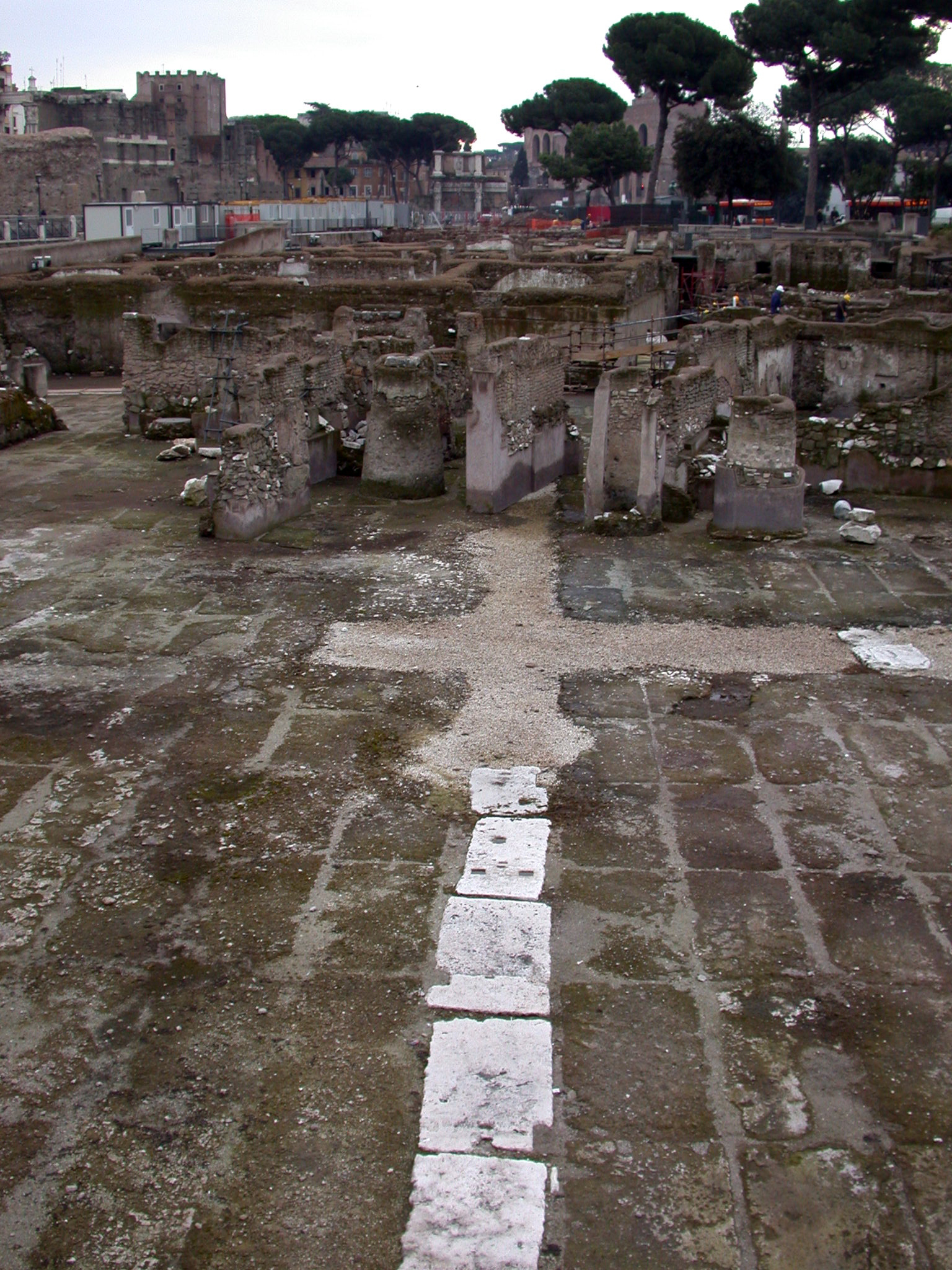
L'area della piazza del Foro di Traiano e resti di abitazioni medioevali, viste da nord-ovest

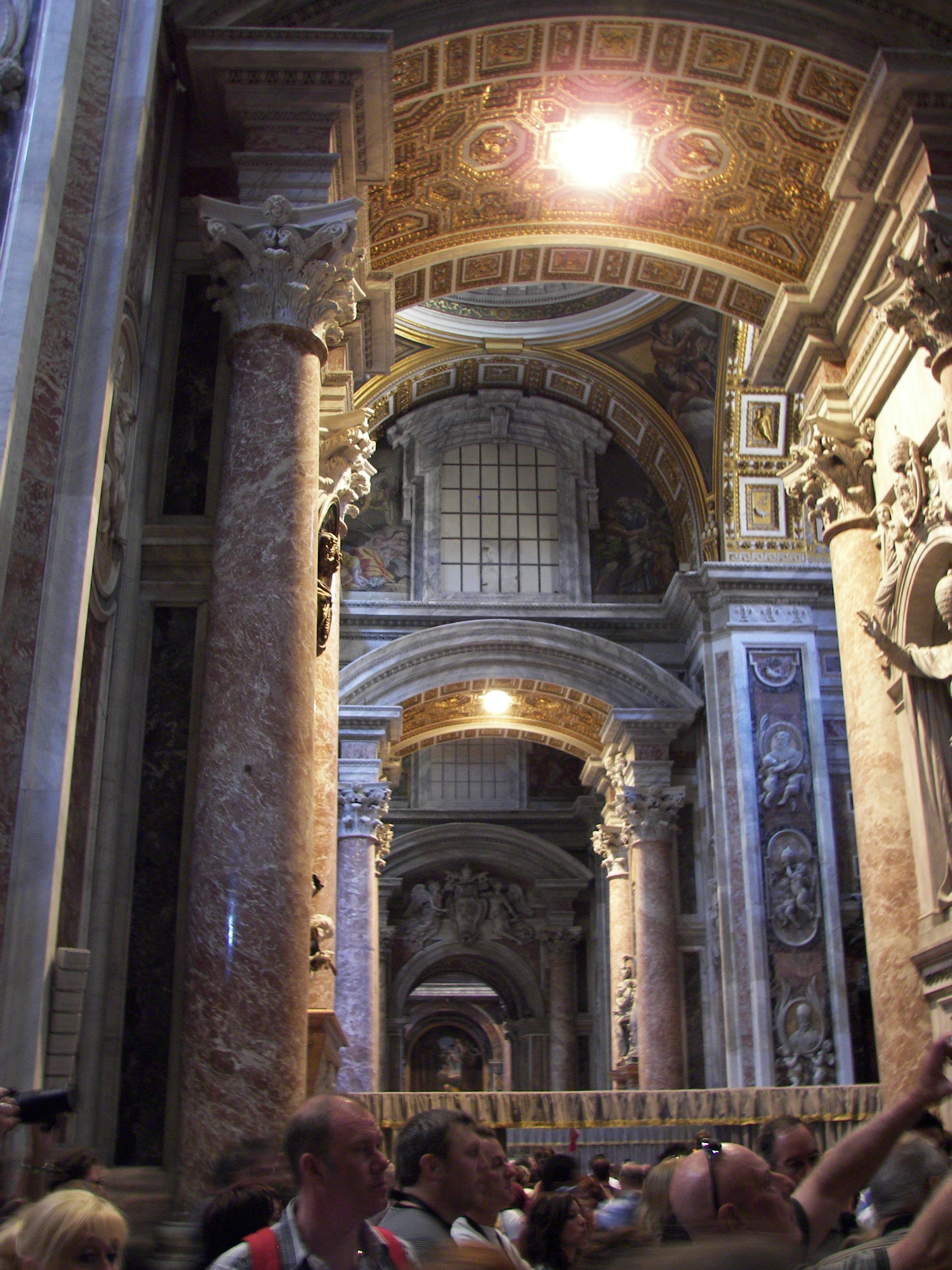
Interno della Basilica di San Pietro a Roma, dove sono conservate alcune colonne in marmo cipollino provenienti dalla Basilica Ulpia

L'area del Forum Traiani fu scavata per la prima volta in maniera sistematica nel 1811 durante il periodo dell'occupazione napoleonica. I lavori, affidati a Pietro Bianchi, comportarono la demolizione del Monastero dello Spirito Santo e del Convento di Santa Eufemia che insistevano sulle rovine del foro, giudicati "senza interesse per le arti". In questa occasione furono riportati alla luce il settore centrale della Basilica Ulpia, il peristilio attorno alla Colonna di Traiano, una parte dell'area forense e numerosi elementi architettonici finemente lavorati.
Scavi successivi verificarono alcuni particolari dell'articolazione planimetrica del complesso e portarono alla luce altri frammenti di decorazione architettonica.
Nel 1906 Giacomo Boni effettuò dei saggi di scavo nel peristilio attorno alla Colonna traiana, sulle fondazioni della Basilica Ulpia, presso l'angolo settentrionale del cortile tra le due biblioteche e nei Mercati.
A partire dal 1928 Mussolini autorizzò, in connessione con l'apertura di via dei Fori Imperiali, scavi su larga scala presso il Foro ed i Mercati di Traiano, che furono completati nel biennio 1930-1931 sotto la direzione di Corrado Ricci e Antonio Muñoz. Venne, dunque, indagato il settore centrale della basilica, i cui fusti in granito grigio della navata centrale furono rialzati in loco, e ancora l'area circostante la Colonna di Traiano (unico elemento architettonico giunto fino ai nostri giorni pressoché intatto), con il cortile e le fondazioni dei portici laterali antistanti le due biblioteche. Tre fusti di colonna in marmo cipollino, rialzati fuori posto lungo il perimetro del moderno recinto, devono essere attribuiti al secondo ordine della navata centrale della basilica. Sempre nello stesso periodo si scavò anche il settore del portico e dell'esedra orientali, ai piedi dei Mercati di Traiano, da cui il foro è separato per mezzo di una via basolata: sono visibili, in parte ricostruiti, i gradini della facciata del portico, con alcuni fusti rialzati in posto, alcuni filari in blocchi di peperino del muro di fondo dei portici e delle esedre e ampi lacerti della loro pavimentazione, con lastre originali oppure di restauro e traccia dell'impronta delle lastre mancanti sullo strato di preparazione.
Contemporaneamente il vecchio scavo ottocentesco venne allargato verso sud-ovest e si rimisero in luce una parte più consistente dell'estremità della basilica, con tracce di pavimentazione, e i resti della cosiddetta biblioteca occidentale, lasciati visibili al di sotto di una soletta in cemento armato che attualmente sostiene i giardini lungo via dei Fori Imperiali. La biblioteca occidentale è oggi utilizzata quale deposito dei frammenti architettonici del foro.
Infine, il grande scavo giubilare condotto nel 1998-2000 ed i successivi degli anni 2004-2007 hanno permesso di riportare alla luce un settore consistente della piazza, in parte coperto dagli edifici che s'impiantarono in epoche successive sui resti del complesso monumentale. Tra questi resta visibile la fossa di fondazione per la grande statua equestre dell'imperatore, che è risultata spostata verso sud rispetto al centro della piazza, in corrispondenza del centro delle esedre dei portici.
Le indagini, condotte dalla Sovraintendenza capitolina, hanno rivoluzionato la tradizionale ricostruzione del complesso monumentale, in particolare per quanto riguarda le due estremità: verso il Foro di Augusto il muro di recinzione meridionale del complesso traianeo mostra una pianta trisegmentata, con un settore rettilineo centrale affiancato da due settori obliqui, invece che curvilinea e leggermente concava dal lato interno. Si ignorava, inoltre, l'esistenza del cortile meridionale.
Sul lato opposto settentrionale, in direzione del Campo Marzio, le indagini condotte nei sotterranei di Palazzo Valentini (sede della città metropolitana di Roma Capitale) e della contigua chiesa del Santissimo Nome di Maria, non avrebbero rivelato traccia in questa zona del tempio dedicato da Adriano a Traiano e all'imperatrice Plotina, suoi genitori adottivi, divinizzati dopo la morte. Le fonti ricordano che si tratta dell'unico edificio eretto da Adriano sul quale volle iscritto il proprio nome come dedicante, ma non ne precisano la collocazione o l'aspetto. Sotto il palazzo e la chiesa sono invece presenti resti di strutture in laterizio, ancora da indagare, ma che non sembrano pertinenti al complesso forense. I colossali fusti in granito grigio che tradizionalmente si attribuivano alla facciata del tempio sono stati quindi interpretati come facenti tradizionalmente parte di un monumentale propileo di accesso al Foro di Traiano per chi proveniva dal Campo Marzio e la questione della collocazione del tempio è rimasta insoluta. Nel 2011 altre indagini hanno nuovamente riproposto l'esistenza del tempio nella sua collocazione tradizionale.
Nel luglio 2005 è stata rinvenuta nella parte meridionale del foro una testa in marmo dell'imperatore Costantino, che doveva appartenere a una statua colossale eretta nel foro a circa due secoli dalla sua inaugurazione. La testa fu riadattata da una scultura precedente, riscolpendo i tratti di Costantino al posto del personaggio precedentemente raffigurato. Dopo la scavo la testa è stata prima temporaneamente esposta nei Musei Capitolini e in seguito collocata nel Museo dei Fori Imperiali dopo la sua inaugurazione.
Nel 2009, durante gli scavi preliminari condotti per la realizzazione della linea C della Metropolitana nell'area adiacente alla chiesa di Santa Maria di Loreto, sono stati rinvenuti resti interpretati come l'Ateneo, un complesso edificato dall'imperatore Adriano nel 135 per ospitare conferenze e letture.
Nel luglio 2019, durante gli scavi a via Alessandrina, è stato rinvenuto un busto, probabilmente appartenente alle circa 70 statue di guerrieri daci che decoravano l'attico del foro.

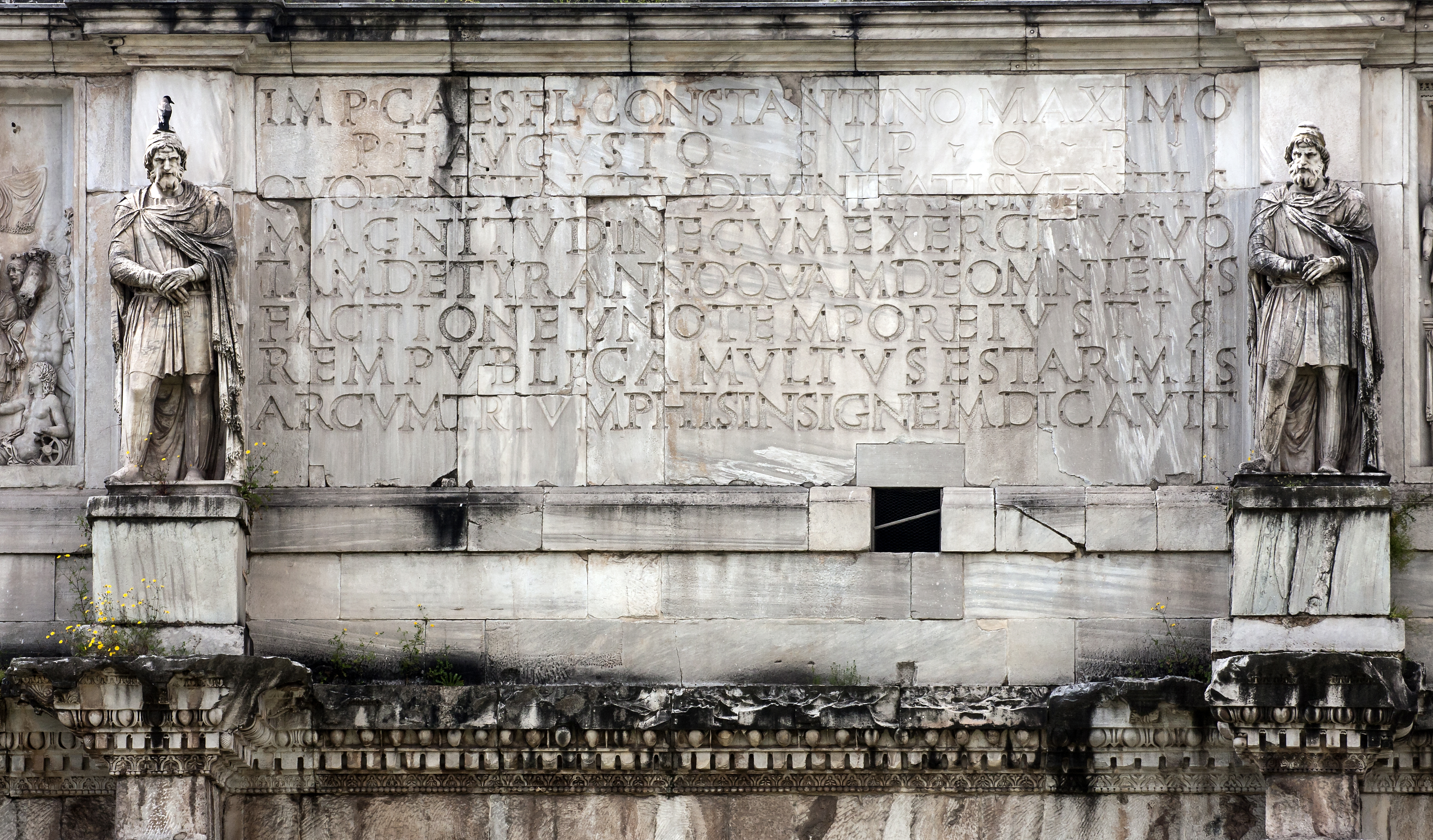
Due delle otto statue di daci presenti sull'attico dell'arco di Costantino, ove furono trasportate dalla loro collocazione originaria nel foro di Traiano.
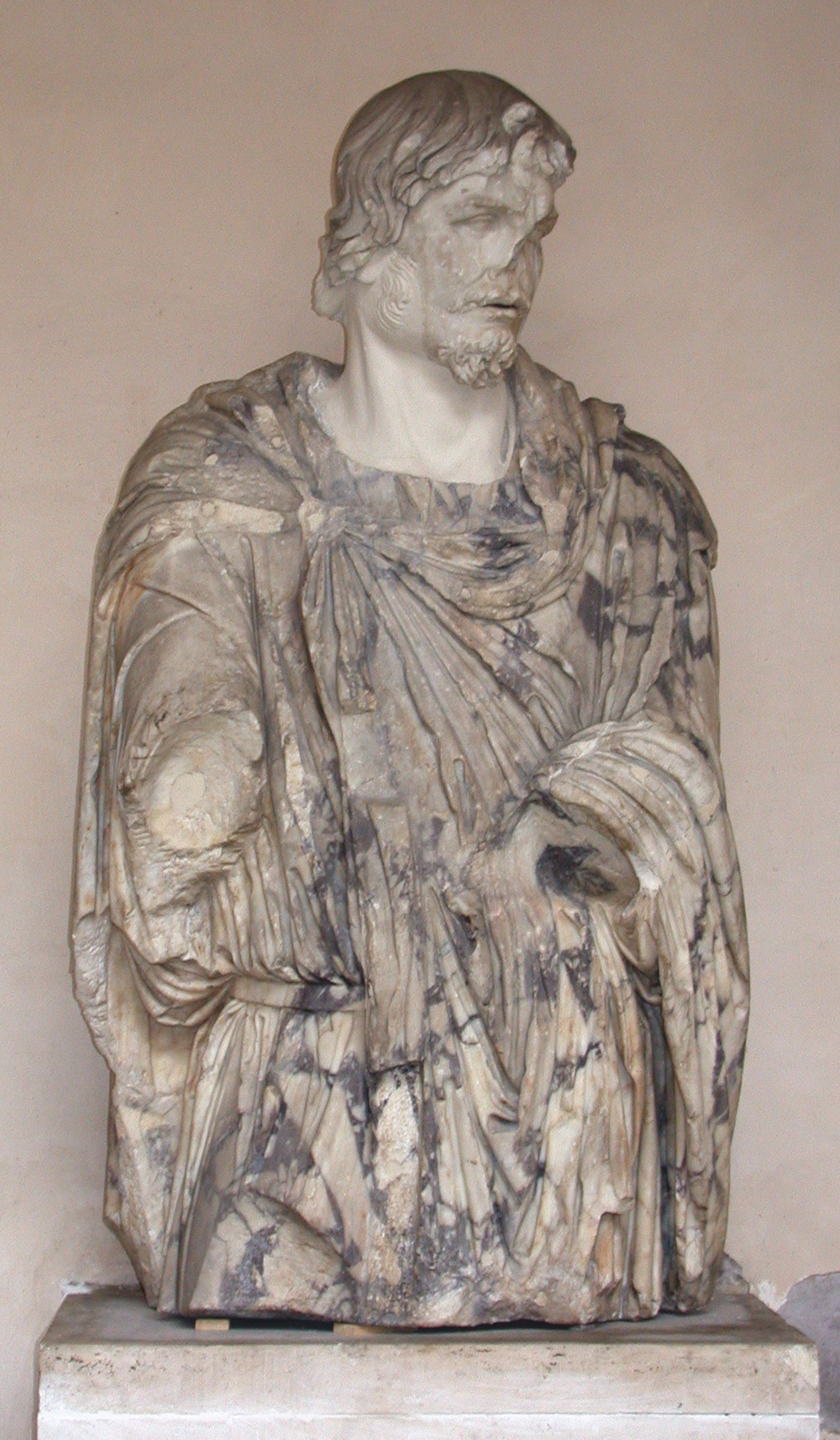
Altra scultura di dace, conservata presso i Musei Capitolini a Roma.
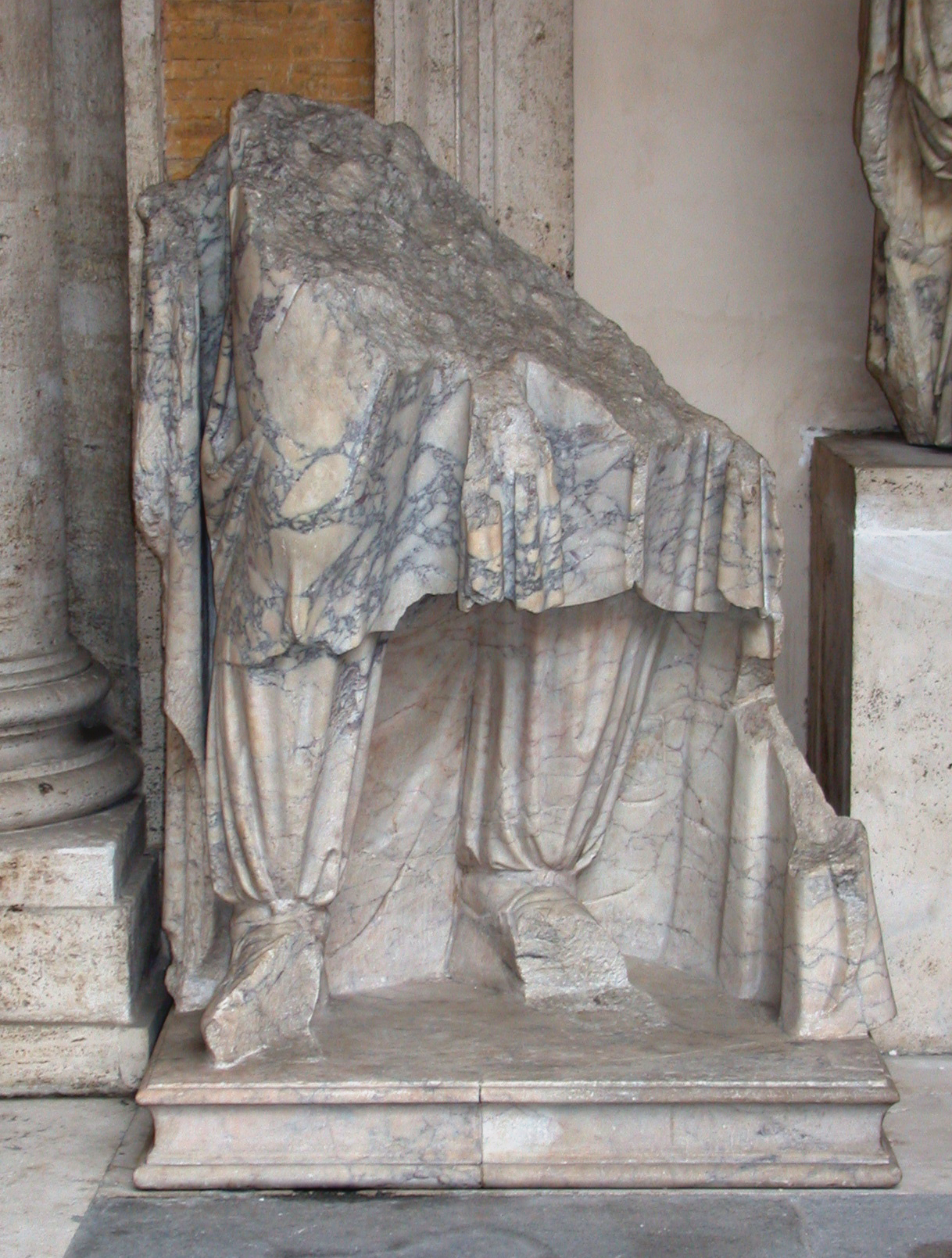
Scultura frammentaria di dace in marmo pavonazzetto nei Musei Capitolini (proveniente dall'arco di Costantino e reimpiegato dal foro di Traiano, sopra il portico colonnato della grande piazza).
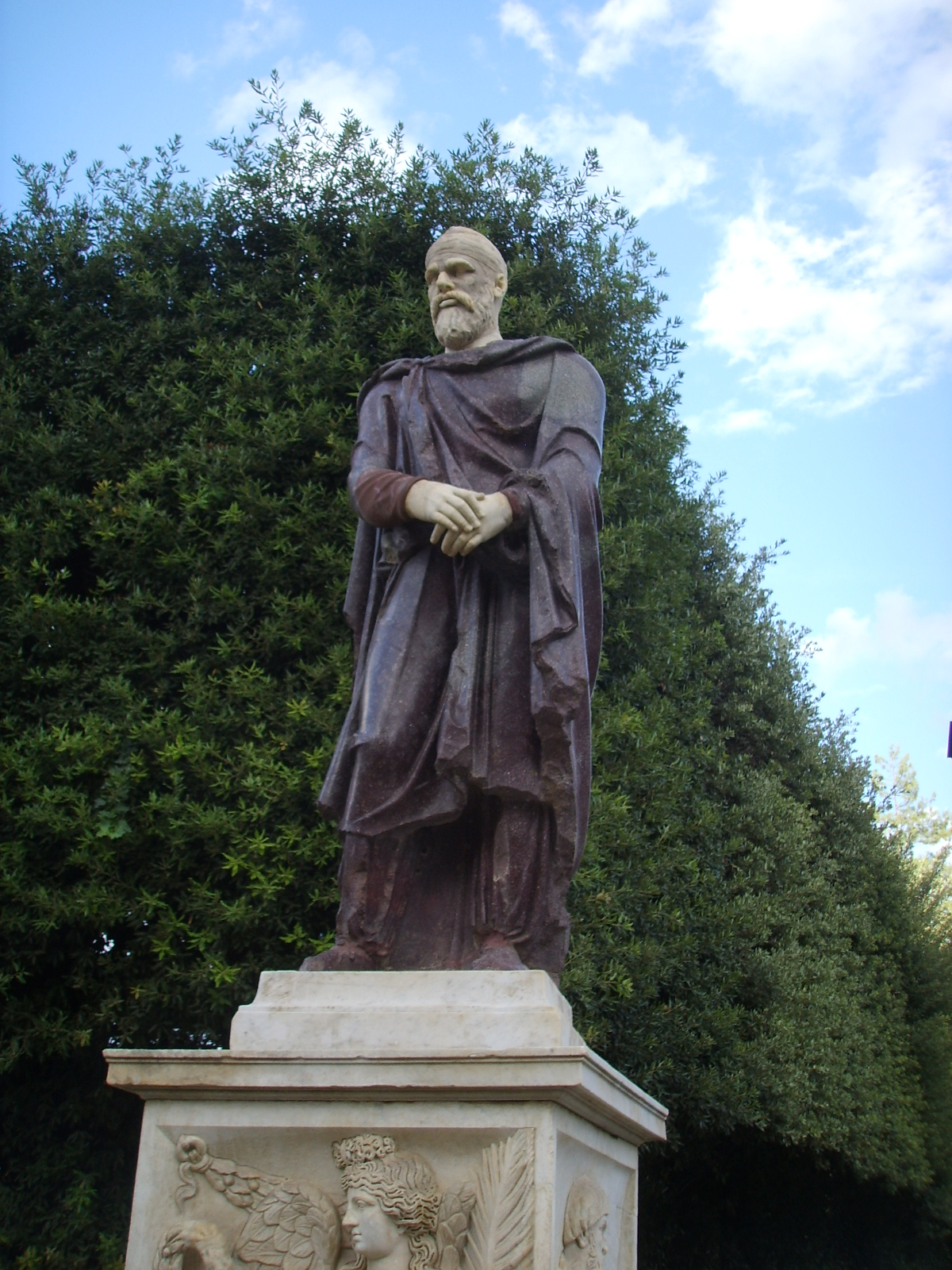
Scultura di dace in porfido (presso il Giardino di Boboli), tradizionalmente considerata proveniente dal foro.
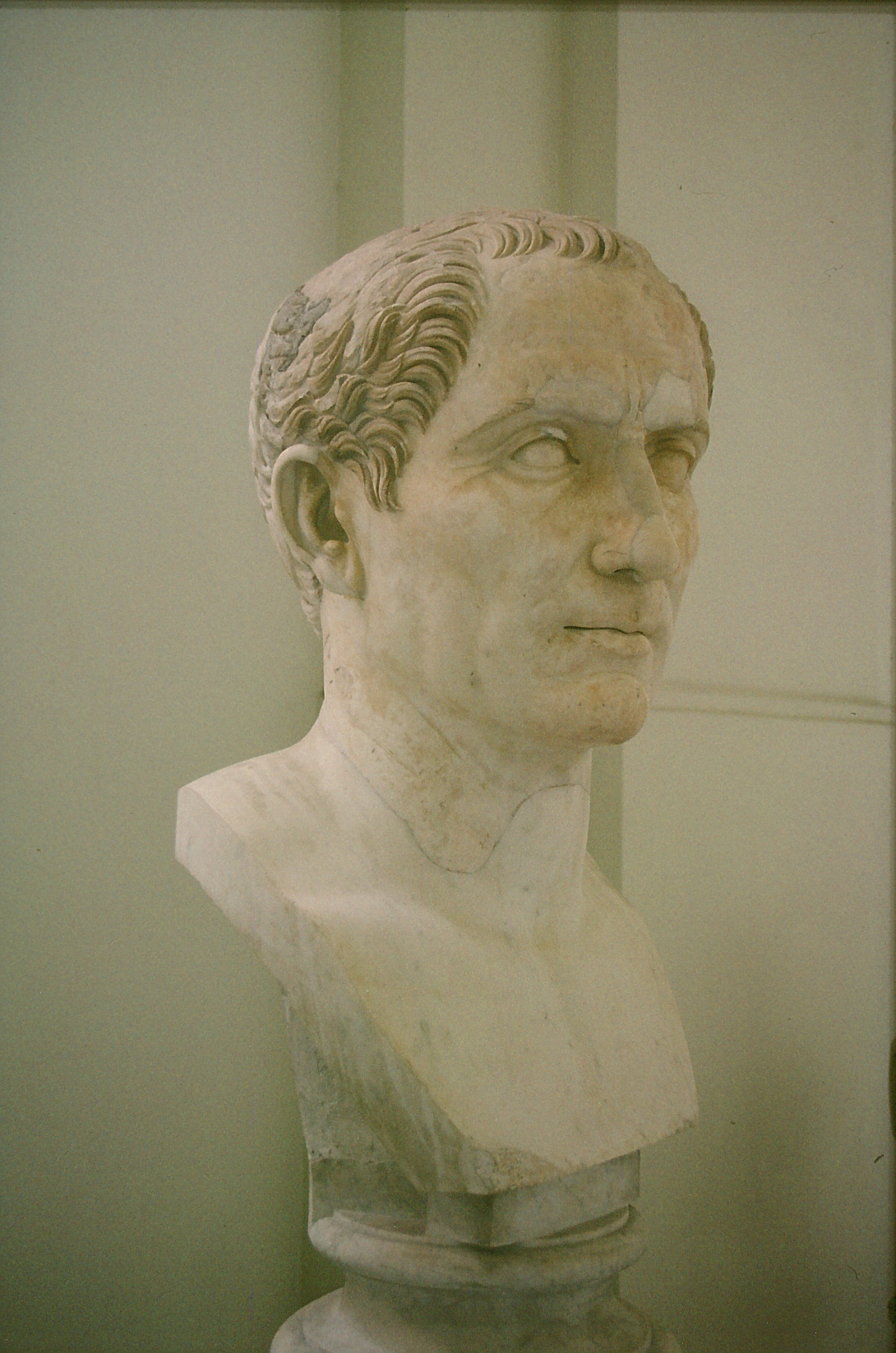
Busto di Cesare rinvenuto nel corso degli scavi del 1546 nei pressi della chiesa di Santa Maria in Campo Carleo (oggi scomparsa), ora al Museo Nazionale di Napoli[106].

## Decorazione scultorea e "grande fregio di Traiano"
La decorazione del complesso forense era incentrata sulla celebrazione della vittoria ottenuta in Dacia. Di essa facevano parte le numerose statue di Daci, i rilievi con armi, le iscrizioni in onore delle legioni sul coronamento dell'attico della Basilica Ulpia e i basamenti che dovevano sorreggere insegne, di incerta collocazione, con iscrizione in onore di altri corpi militari, lo stesso fregio della Colonna Traiana e, probabilmente, il cosiddetto grande fregio di Traiano, reimpiegato sull'Arco di Costantino.
Il "grande fregio" era formato dai quattro grandi pannelli reimpiegati sull'Arco di Costantino, due nel passaggio del fornice centrale e due in alto sull'attico, che combaciano perfettamente per un'altezza di 3 metri sviluppandosi per circa 18 di lunghezza. Il fregio raffigurava le gesta dell'imperatore Traiano al termine della conquista della Dacia (101-107), che culminava con un trionfo, quale continuazione del fregio coclide.
Il fregio storico, dove i Daci sono ben riconoscibili nei loro costumi, è stato confrontato coi rilievi della Colonna Traiana, ipotizzando la presenza della stessa mano d'artista nelle due opere, a causa della forte similitudine di alcune scene (scena LI: Traiano riceve le teste di due capi daci e le scene di cavalleria alla carica), sebbene nel fregio manchino gli intenti di fedele ricostruzione storica degli avvenimenti e della sequenza temporale propri della colonna. L'artista, denominato "Maestro delle imprese di Traiano", è stato congetturalmente identificato con l'architetto stesso del foro, Apollodoro di Damasco. Se si tratta della stessa mano, almeno nei disegni e nella concezione dell'opera, siamo comunque di fronte a due contenuti sensibilmente diversi, narrativo-cronistico l'uno e celebrativo-simbolico l'altro, espressi con linguaggi differenti, nonostante alcuni inconfondibili tratti comuni come il solco di contorno per le figure, alcuni schemi compositivi e il ritratto dei barbari vinti quali onorevoli avversari. La presenza della scena dell'adventus ("ritorno"), non presente nella colonna, forma una sorta di prosecuzione del racconto delle imprese di Traiano, anche se con intenti più glorificatorii.

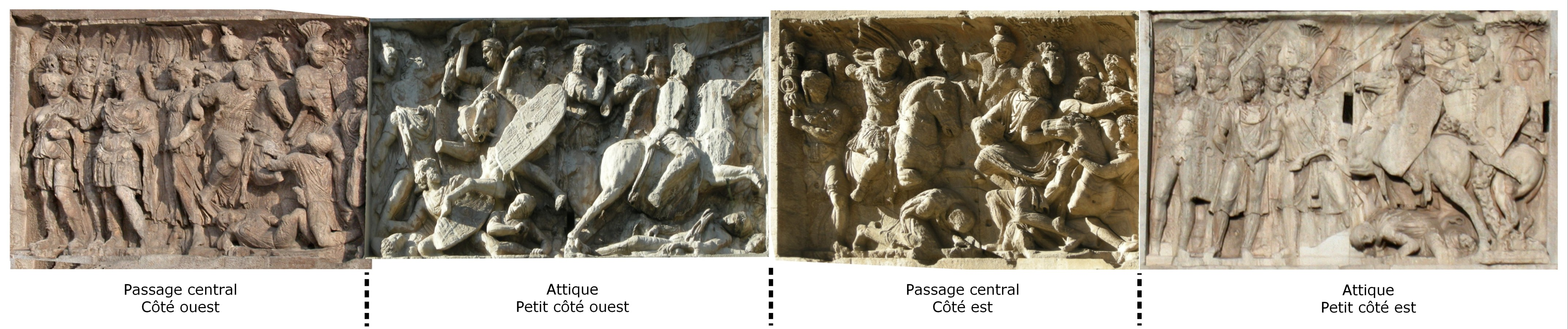
Ricostruzione fotografica del grande fregio di Traiano. Un miglior assemblaggio dei quattro fregi contenuti nell'arco di Costantino si può osservare presso il Museo della Civiltà Romana.

## Curiosità
All'interno dell'area del foro si trova una colonia isolata di granchi d'acqua dolce della specie Potamon fluviatile. Tale specie è oggetto di studi di mappaggio genetico da parte della comunità scientifica. Si tratta di una comunità isolata, che manifesta caratteristiche di gigantismo e sembra ambientata da lungo tempo nel sistema fognario del complesso monumentale. Probabilmente la sua presenza risale al tempo nel quale, nei mercati traianei, si vendevano pesci e crostacei e si allevavano gamberi e granchi. Forse questi animali sono sopravvissuti adattandosi alla vita "cittadina" fino in età contemporanea. I Potamon romani sono circa un migliaio.